# Sowjetische Flugzeuge im Zweiten Weltkrieg
Am Zweiten Weltkrieg nahm eine Vielzahl sowjetischer Flugzeugtypen teil. Die meisten davon sind im Folgenden aufgeführt.
Die einzelnen Flugzeugtypen innerhalb einer Verwendungsgruppe sind chronologisch nach dem Zeitpunkt ihres Erstflugs sortiert. Das Jahr des Erstflugs ist in Klammern mit angegeben; Einsatzreife war in der Regel ein bis zwei Jahre nach dem Erstflug erreicht. Die Reihung der Bilder folgt dem gleichen Sortierprinzip.

## Jagdflugzeuge

### Einmotorige Jäger
- Polikarpow I-15 »Chaika« (1933) – Doppeldecker mit geknicktem Oberflügel
- Polikarpow I-16 (1933)
- Kotscherigin DI-6 (1935) – Doppeldecker-Zweisitzer, nurmehr als Schulflugzeug verwendet
- Polikarpow I-15bis (auch: I-152) (1936) – Variante der I-15 mit glattem Oberflügel
- Polikarpow I-153 (1938) – Variante der I-15 mit Einziehfahrwerk
- Jakowlew Jak-1 (1940)
- Lawotschkin-Gorbunow-Gudkow LaGG-1 (1940)
- Lawotschkin-Gorbunow-Gudkow LaGG-3 (1940) – überarbeitete LaGG 1
- Mikojan-Gurewitsch MiG-1 (1940)
- Mikojan-Gurewitsch MiG-3 (1940) – überarbeitete MiG 1
- Jakowlew Jak-7 (1941) – urspr. als Jak-7 UTI zweisitziges Schuljagdflugzeug, ab 1941 auch als Jagdeinsitzer gebaut
- Lawotschkin La-5 (1941)
- Jakowlew Jak-9 (1942)
- Jakowlew Jak-3 (1943)
- Lawotschkin La-7 (1944)

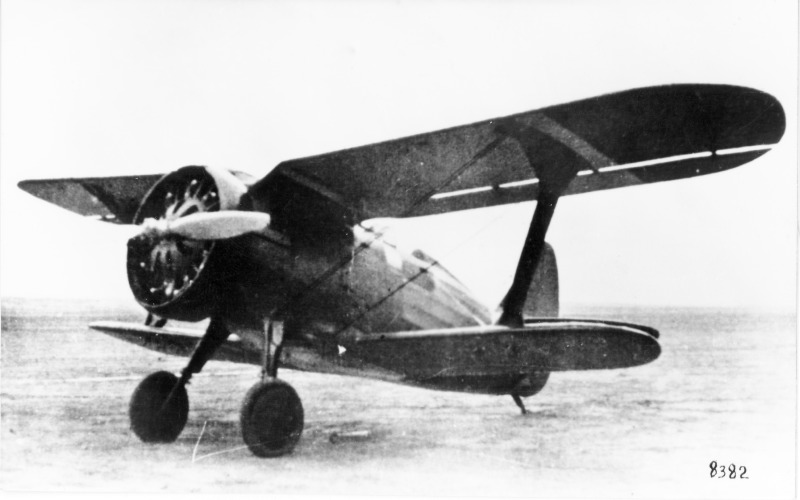
Polikarpow I-15 mit „Möwenflügel“
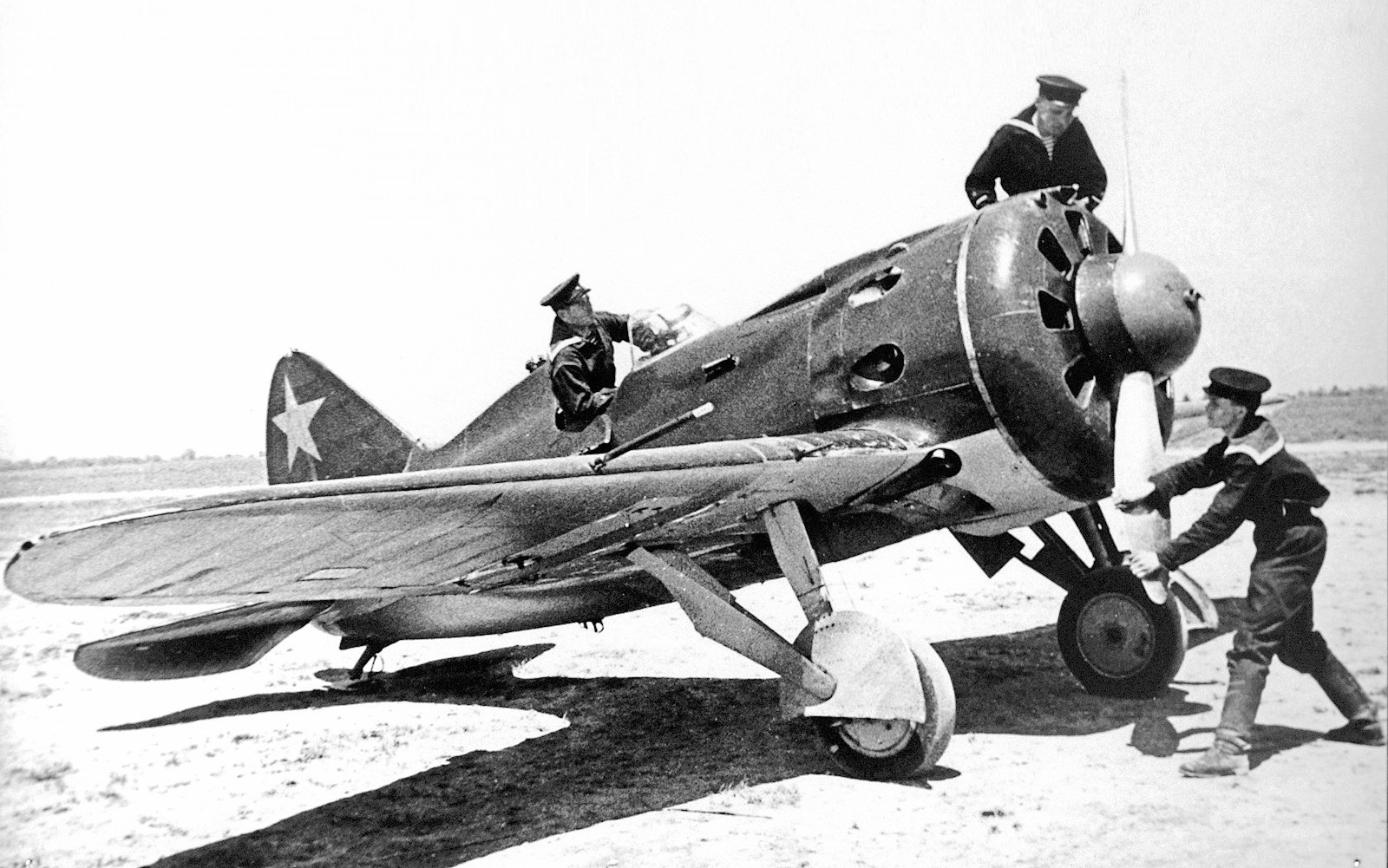
Polikarpow I-16
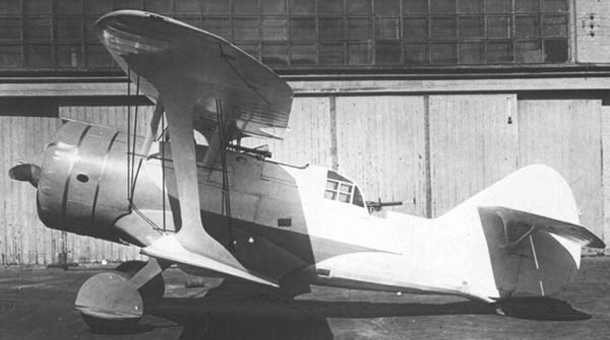
Kotscherigin DI-6
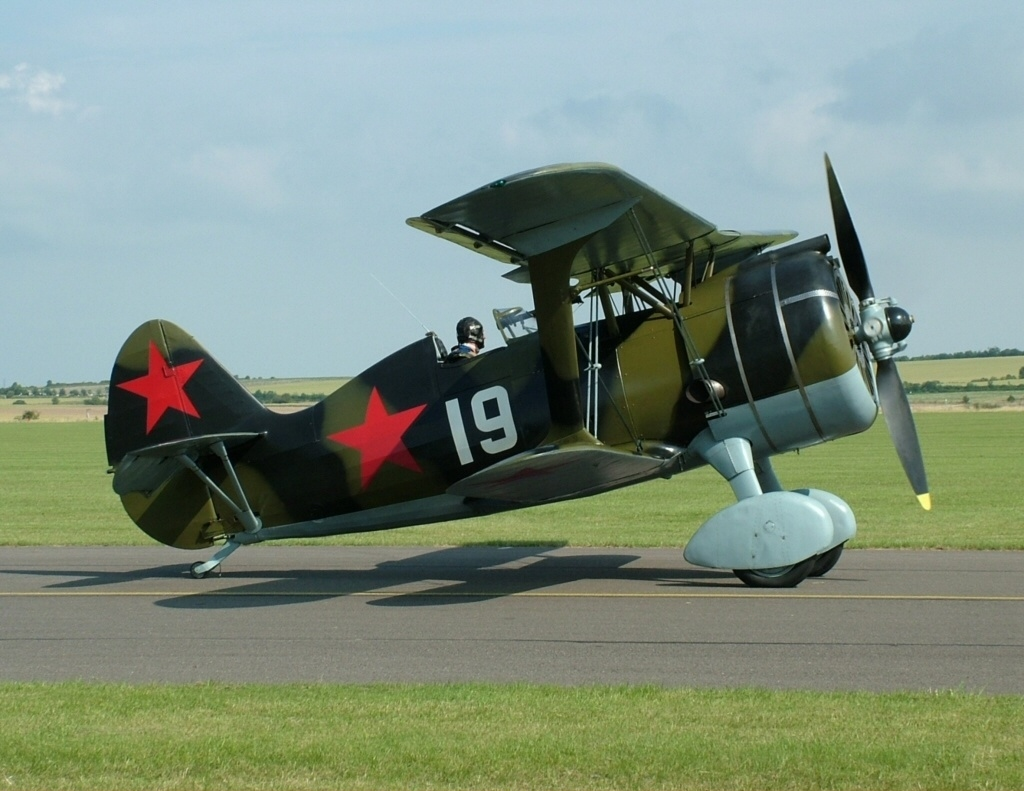
Polikarpow I-15bis (Replica)
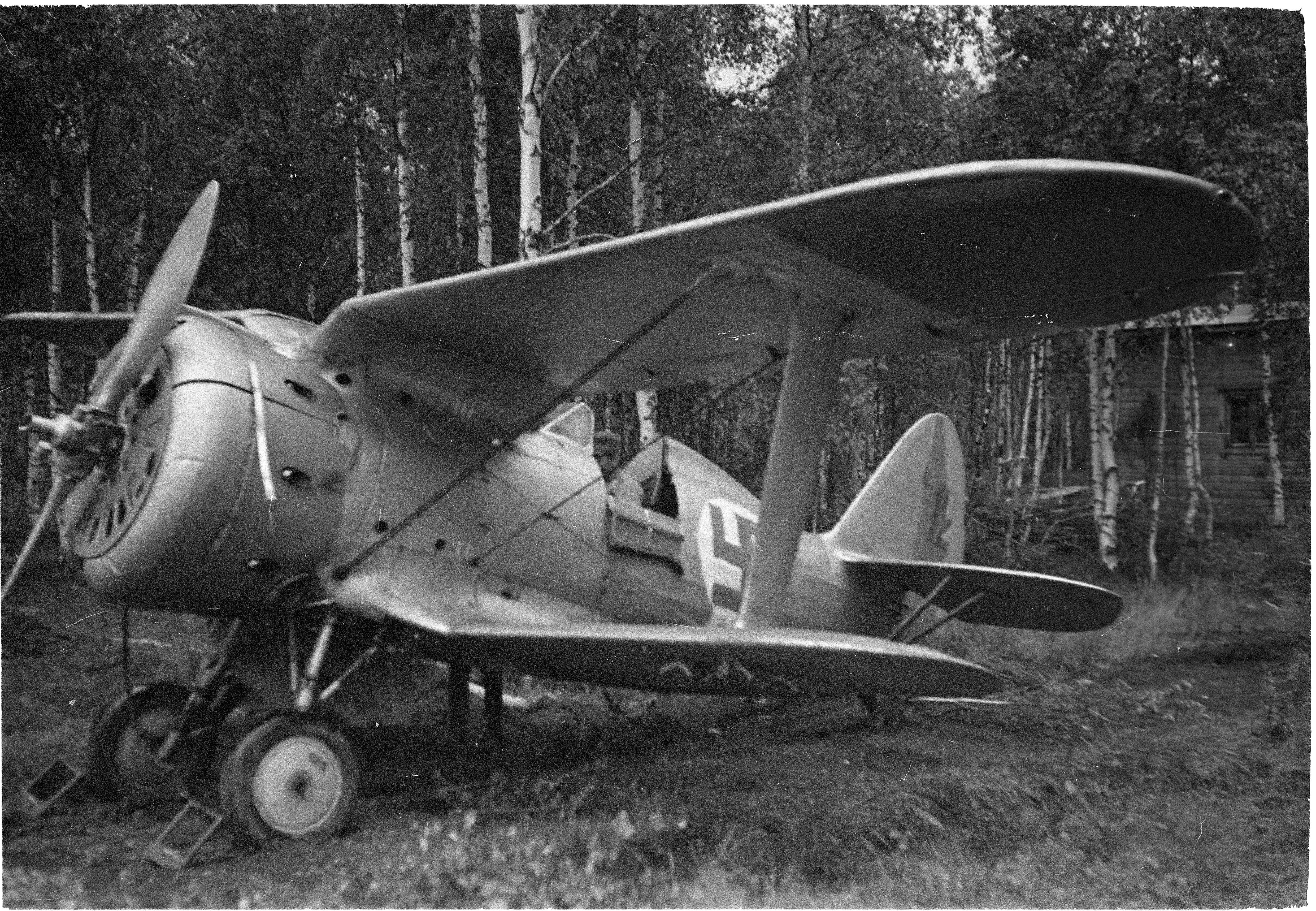
Polikarpow I-153 in finnischem Dienst
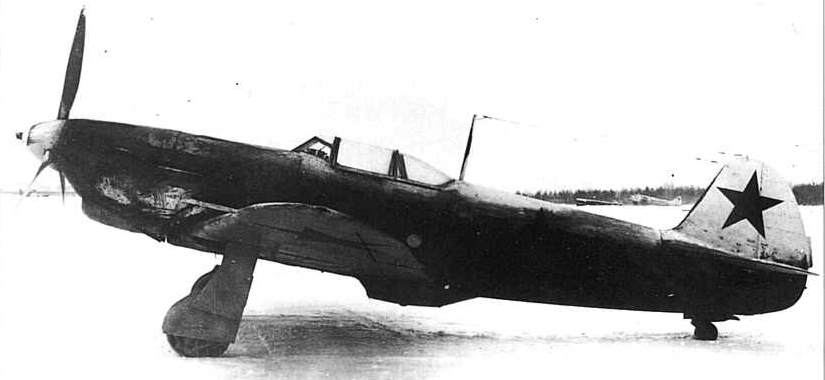
Jakowlew Jak-1
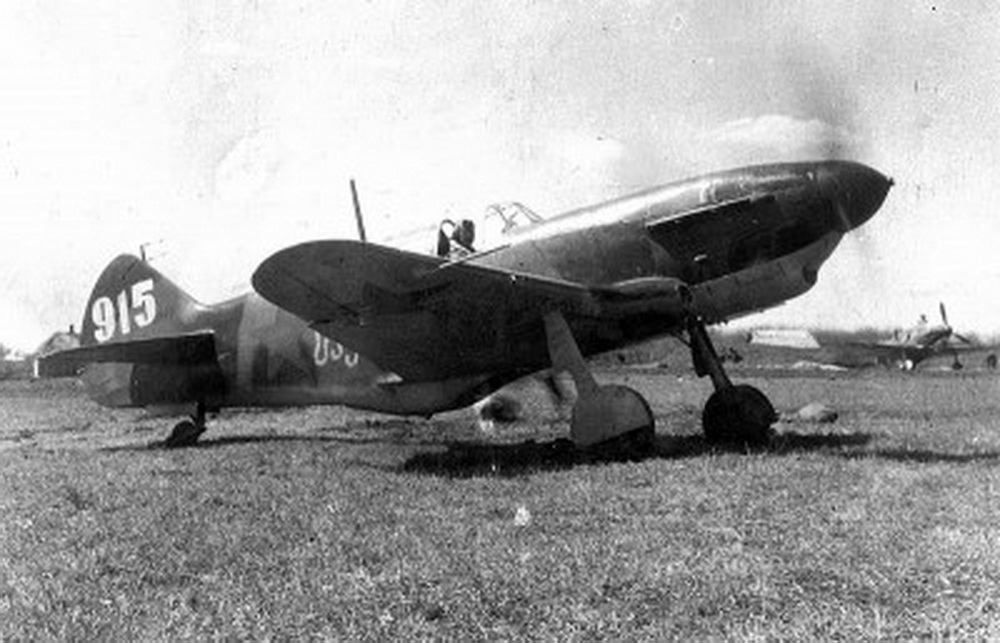
Lawotschkin-Gorbunow-Gudkow LaGG-3
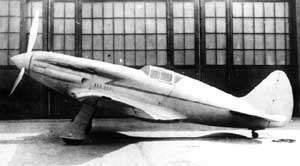
Mikojan-Gurewitsch MiG-1
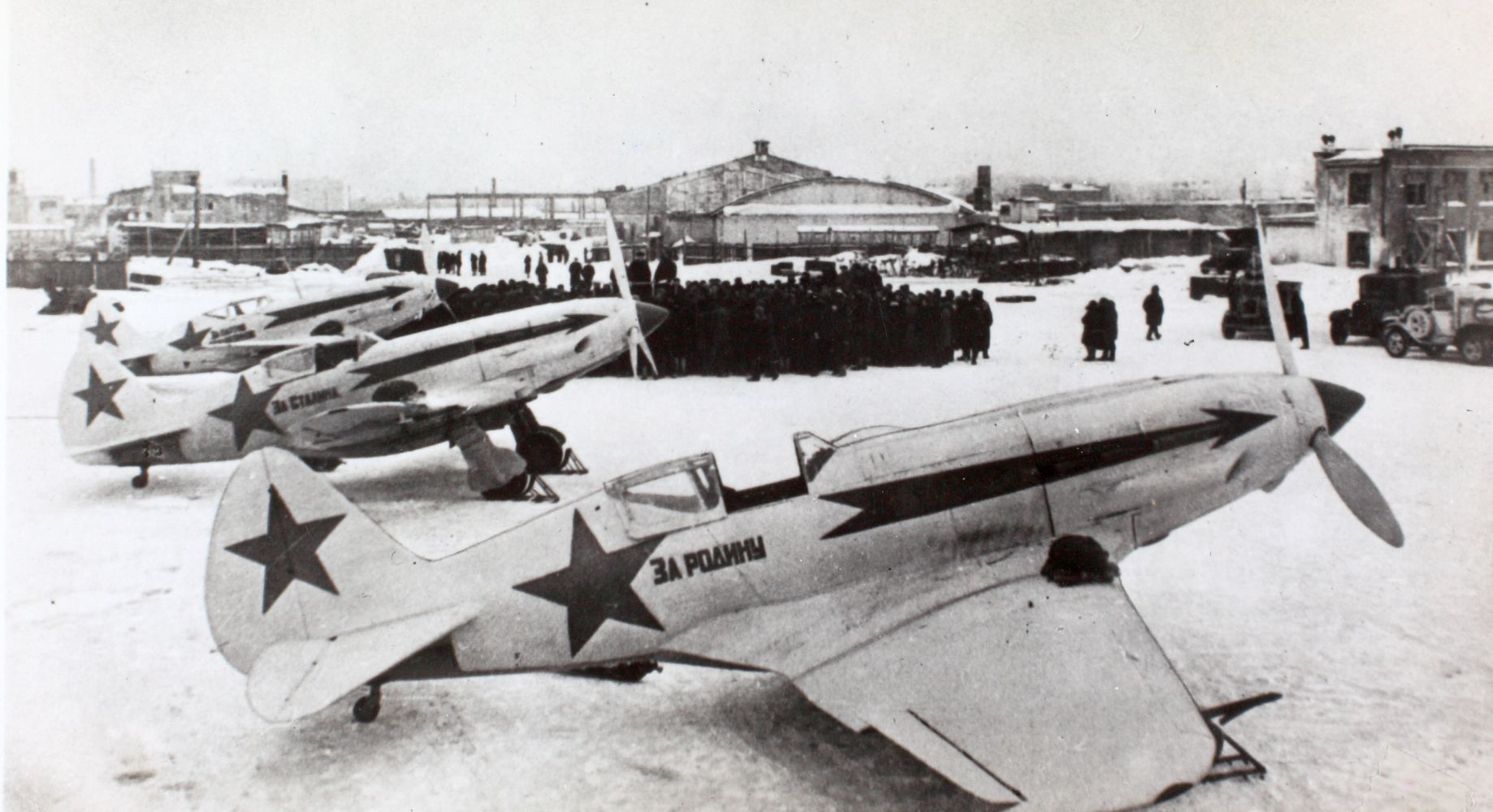
Mikojan-Gurewitsch MiG-3
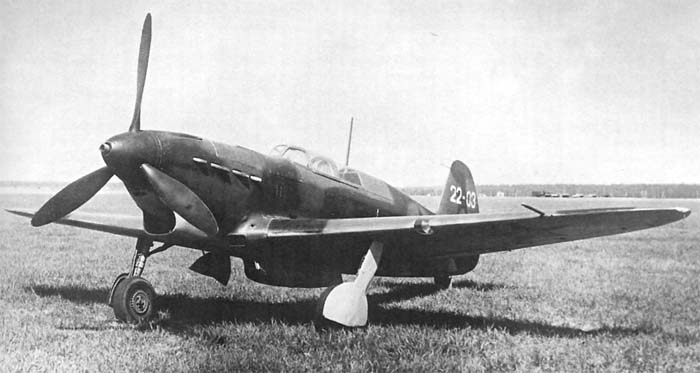
Jakowlew Jak-7
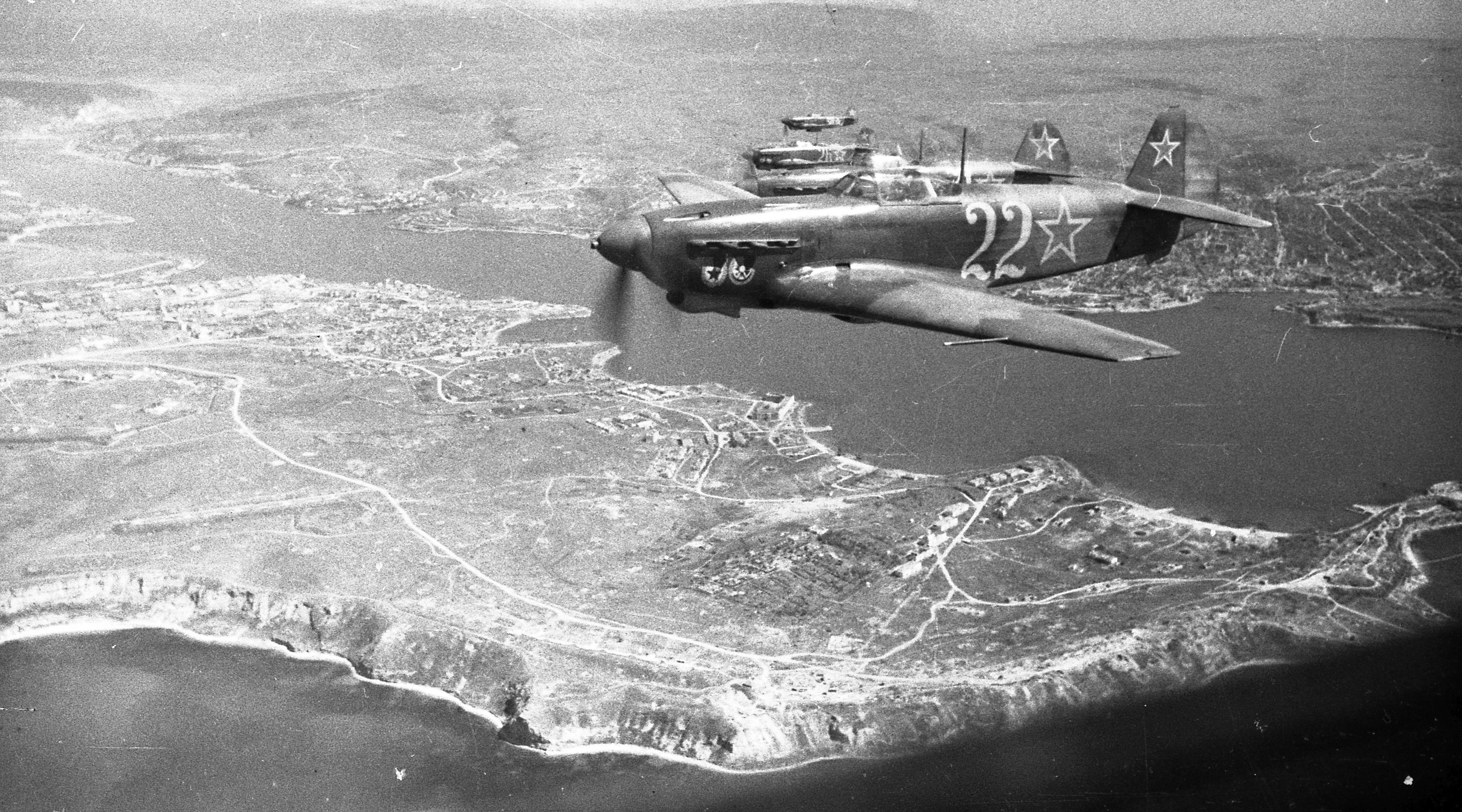
Jakowlew Jak-9 über Sewastopol 1944
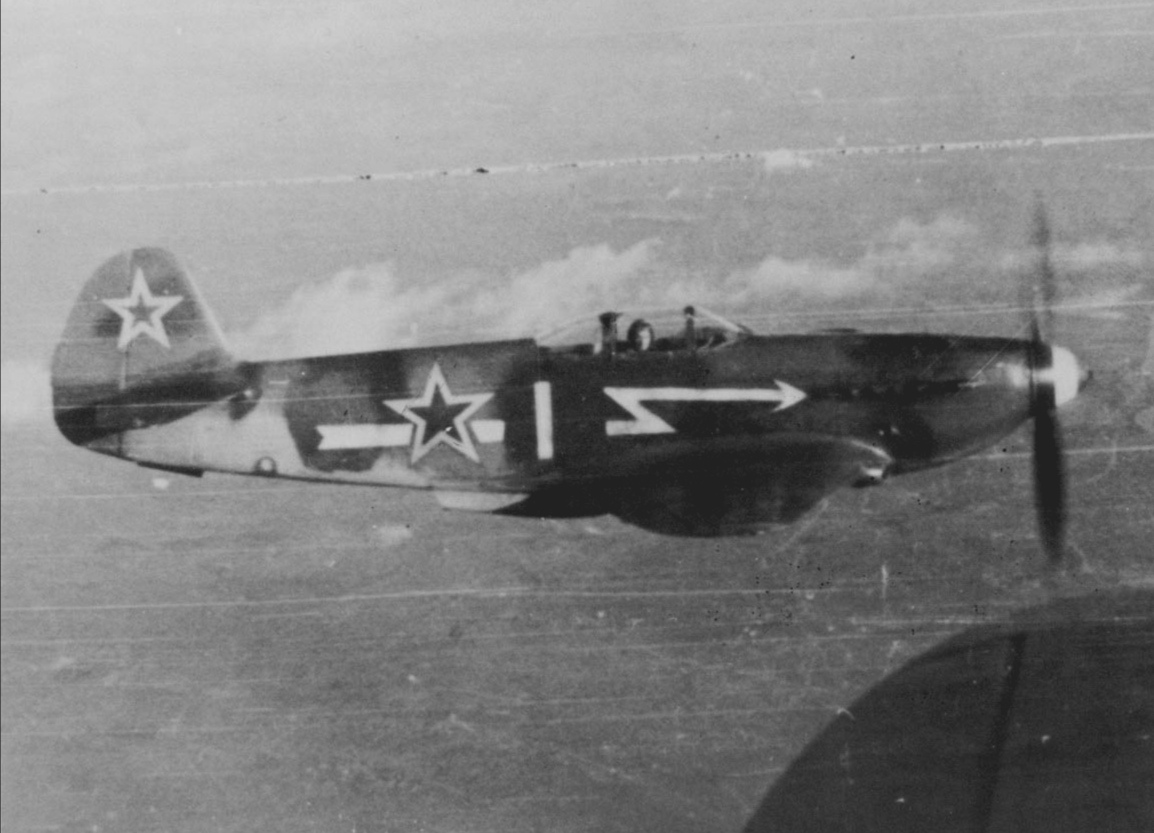
Jakowlew Jak-3
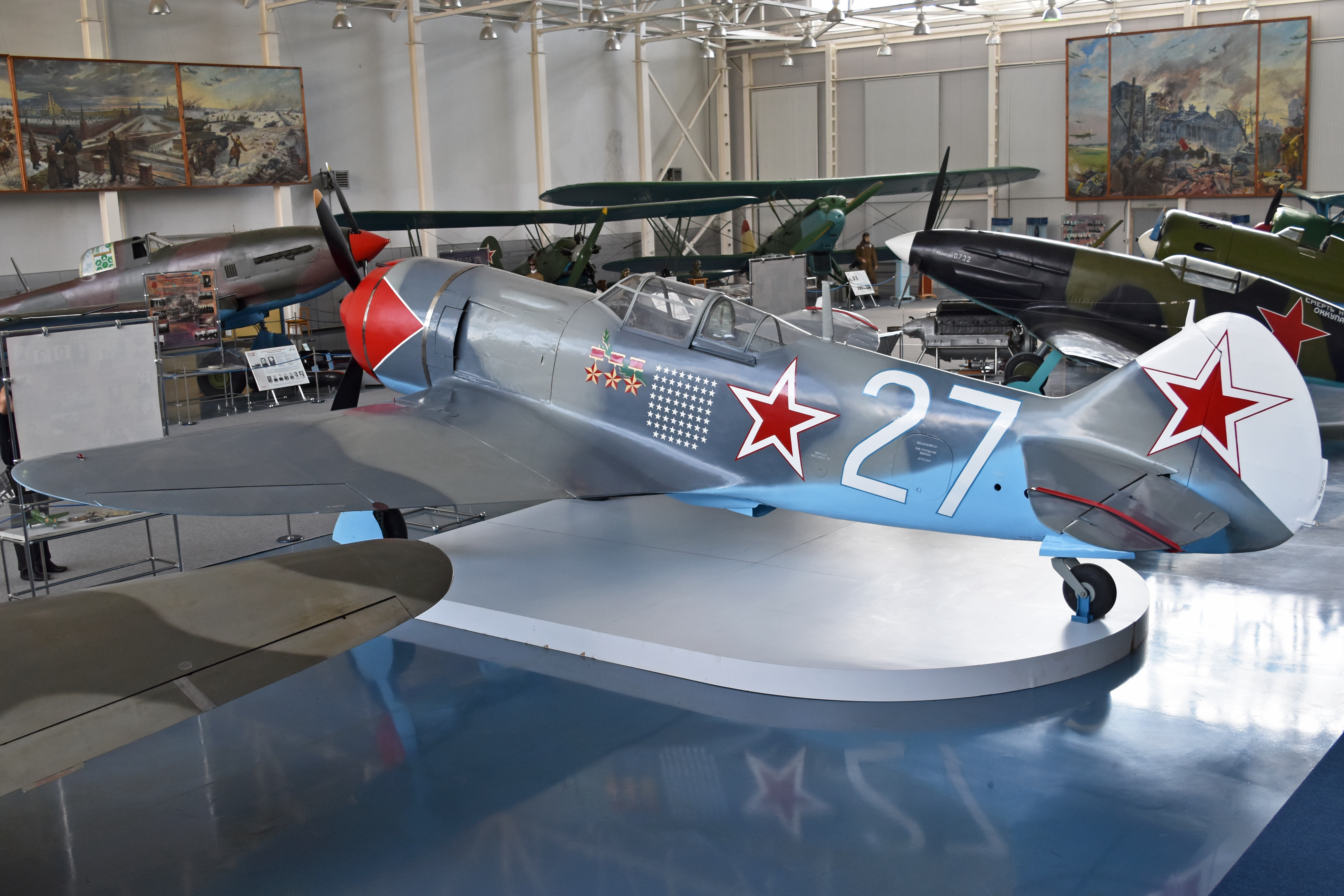
Lawotschkin La-7 (Museumsstück)

Britische und US-amerikanische Hilfslieferungen
- Hawker Hurricane (1935)
- Supermarine Spitfire (1936)
- Bell P-39 Airacobra (1938)
- Curtiss P-40 Warhawk (1938)
- Republic P-47 Thunderbolt (1941)
- Bell P-63 Kingcobra (1942)

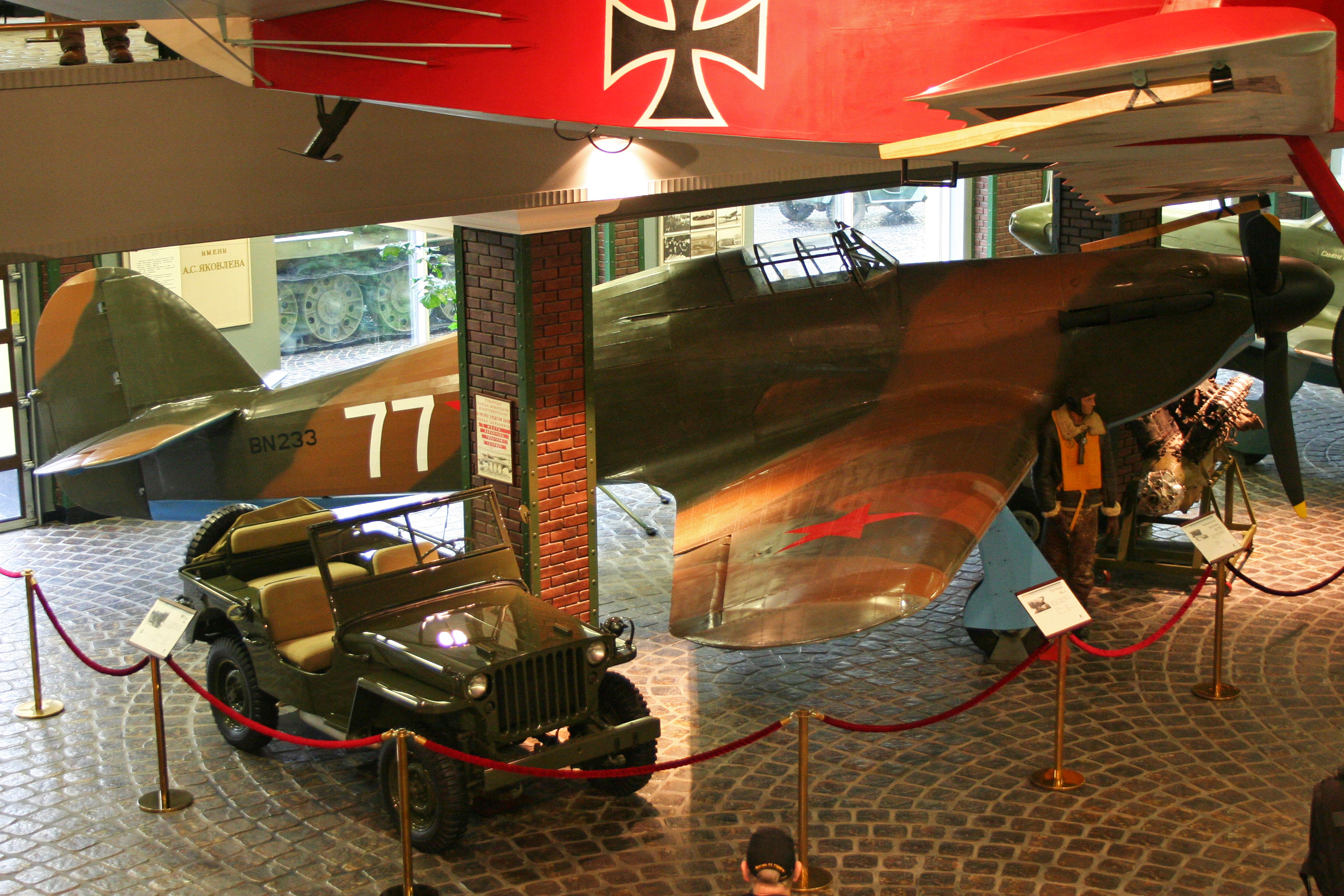
Hawker Hurricane (Museumsstück)
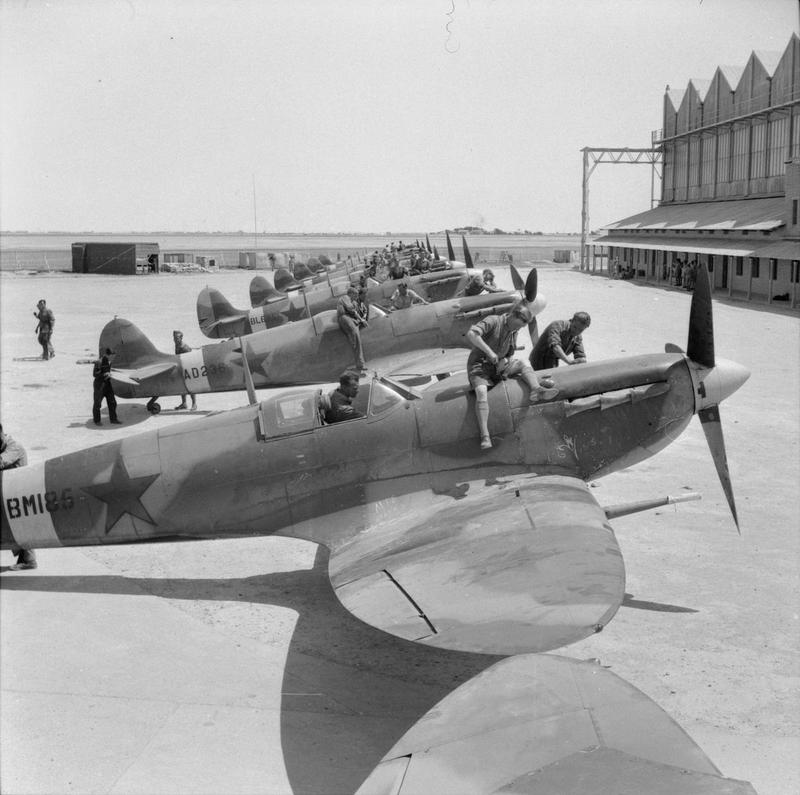
Supermarine Spitfire
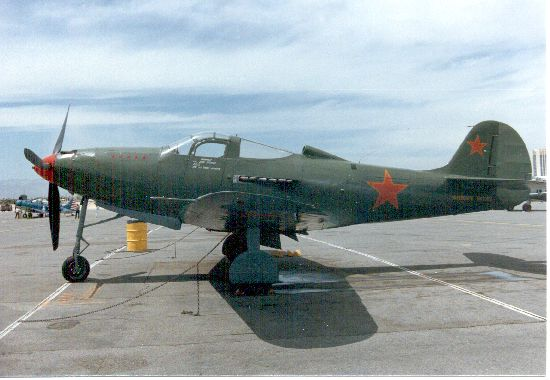
Bell P-39 Airacobra
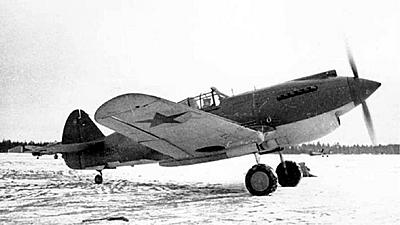
Curtiss P-40 Warhawk
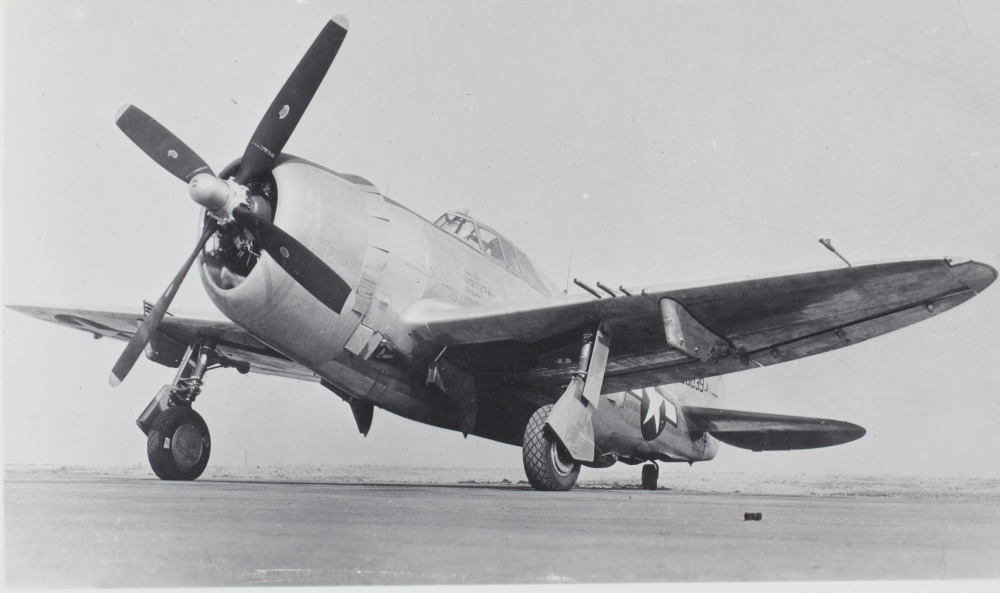
Republic P-47D der USAAF
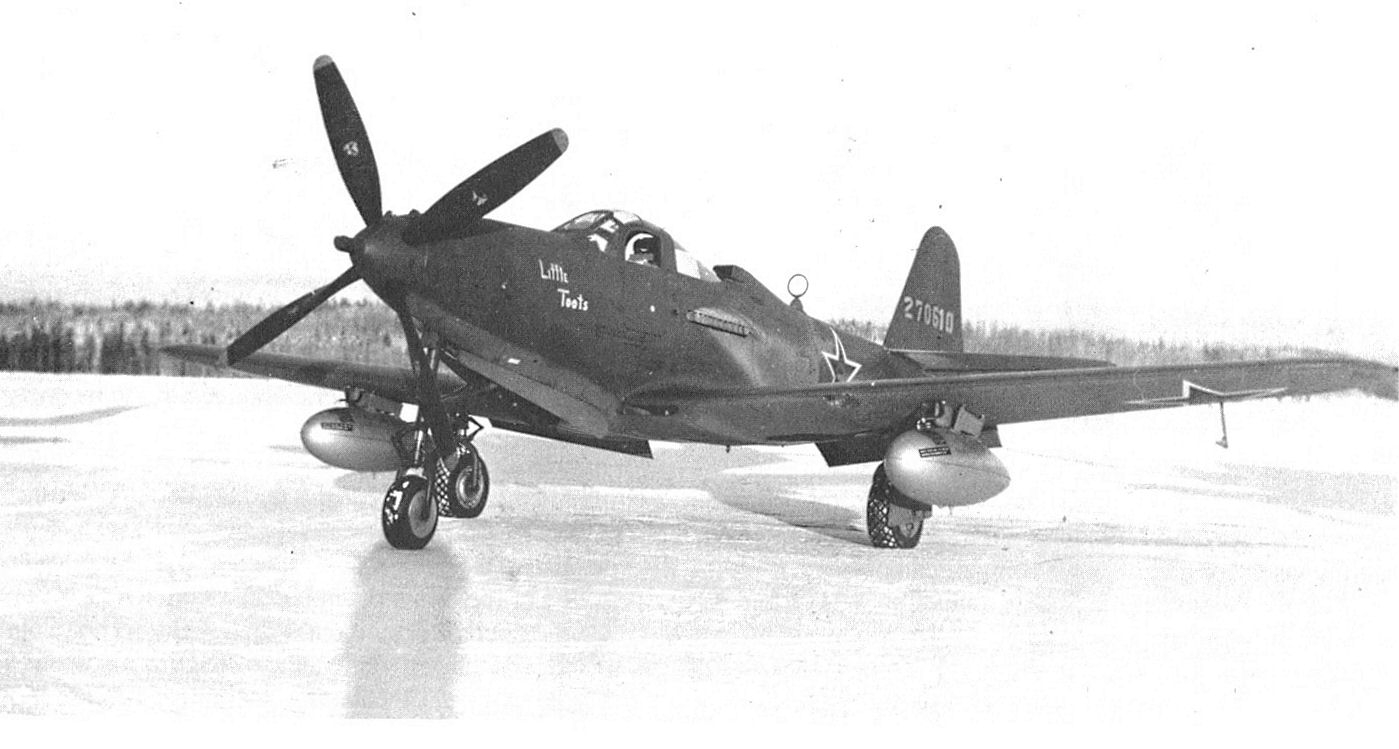
Bell P-63 Kingcobra

### Zweimotorige Jäger
- Petljakow Pe-3 (1939) – Höhenjägervariante der Pe-2

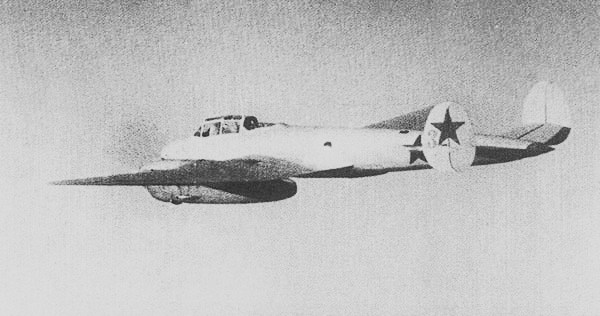
Petljakow Pe-3

## Bombenflugzeuge

### Leichte Bomber, Sturzkampfbomber und Schlachtflugzeuge
- Polikarpow Po-2 LNB (ex U-2 LNB) (1928) – Variante der U-2 als Nacht-Störbomber, auch von den berühmten „Nachthexen“ verwendet
- Suchoi Su-2 (ex BB-1) (1937)
- Iljuschin Il-2 »Schturmowik« (1939) – wichtigstes und zahlreichstes sowjetisches Kampfflugzeug
- Petljakow Pe-2 »Peschka« (1939)
- Jakowlew Jak-2 (ex BB-22) (1940)
- Jakowlew Jak-4 (ex BB-22bis) (1940) – verbesserte Jak-2
- Jakowlew Jak-6 NBB (1942) – Variante der Jak-6 als Nachtbomber
- Iljuschin Il-10 (1944) – Nachfolgebauart der Il-2

Britische und US-amerikanische Hilfslieferungen
- Douglas A-20 Boston (1938)
- De Havilland Mosquito (1940)

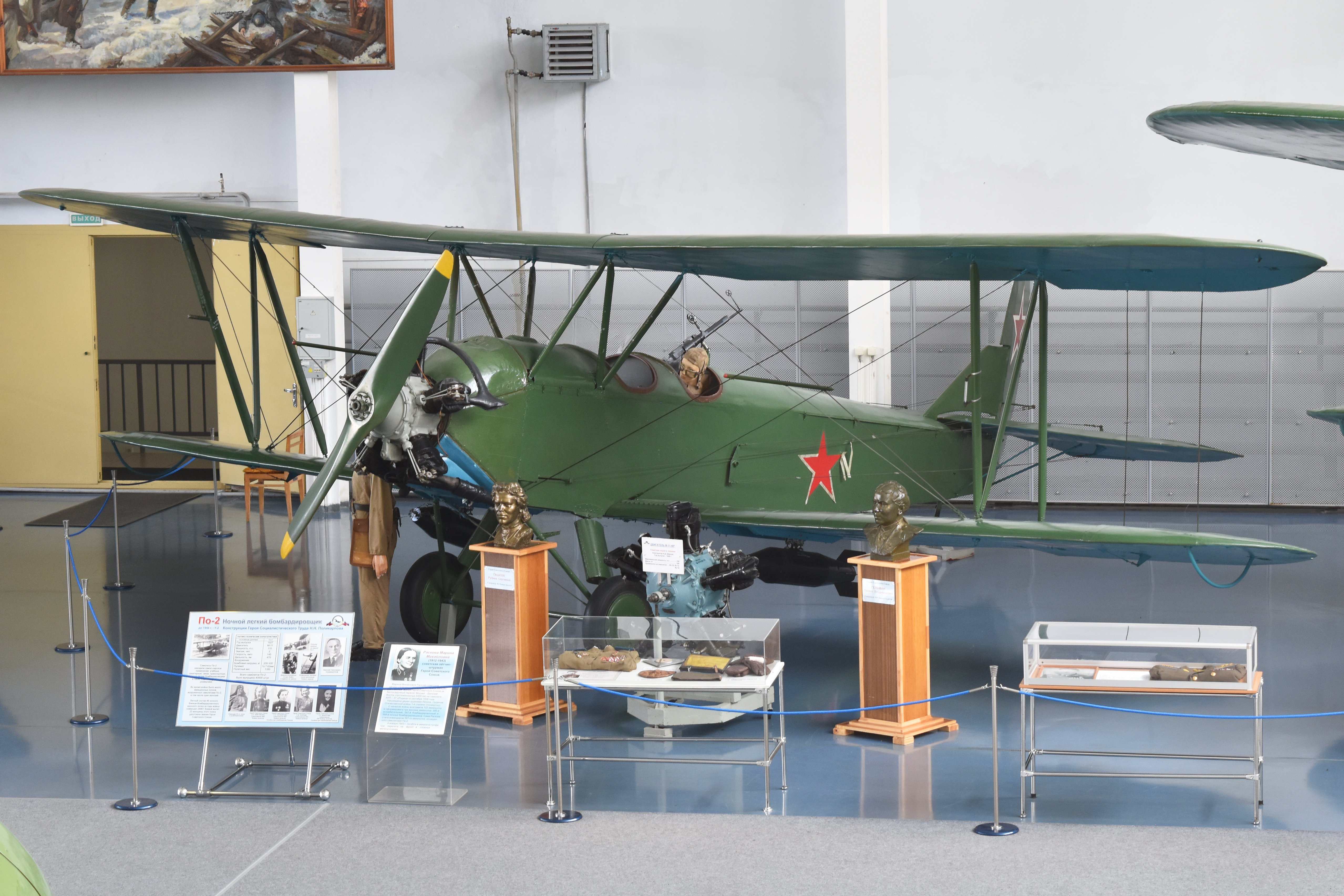
Polikarpov U-2 LNB (Museumsstück)
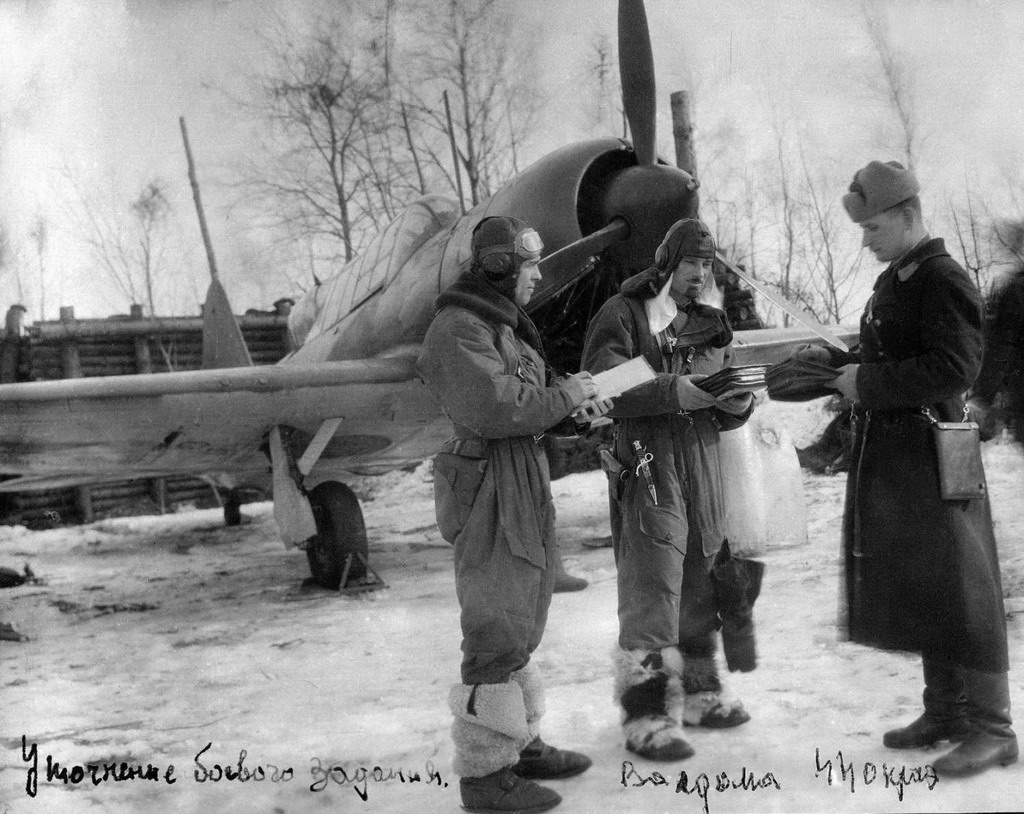
Suchoi Su-2
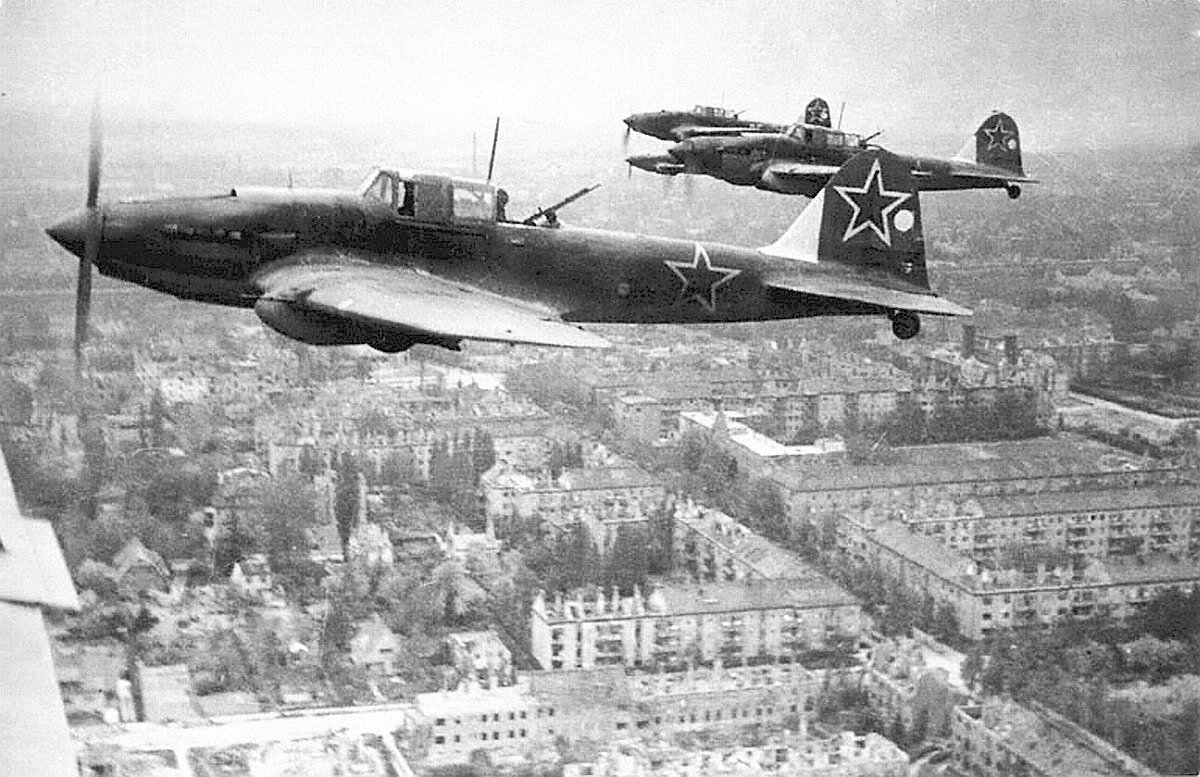
Iljuschin Il-2 über Berlin 1945
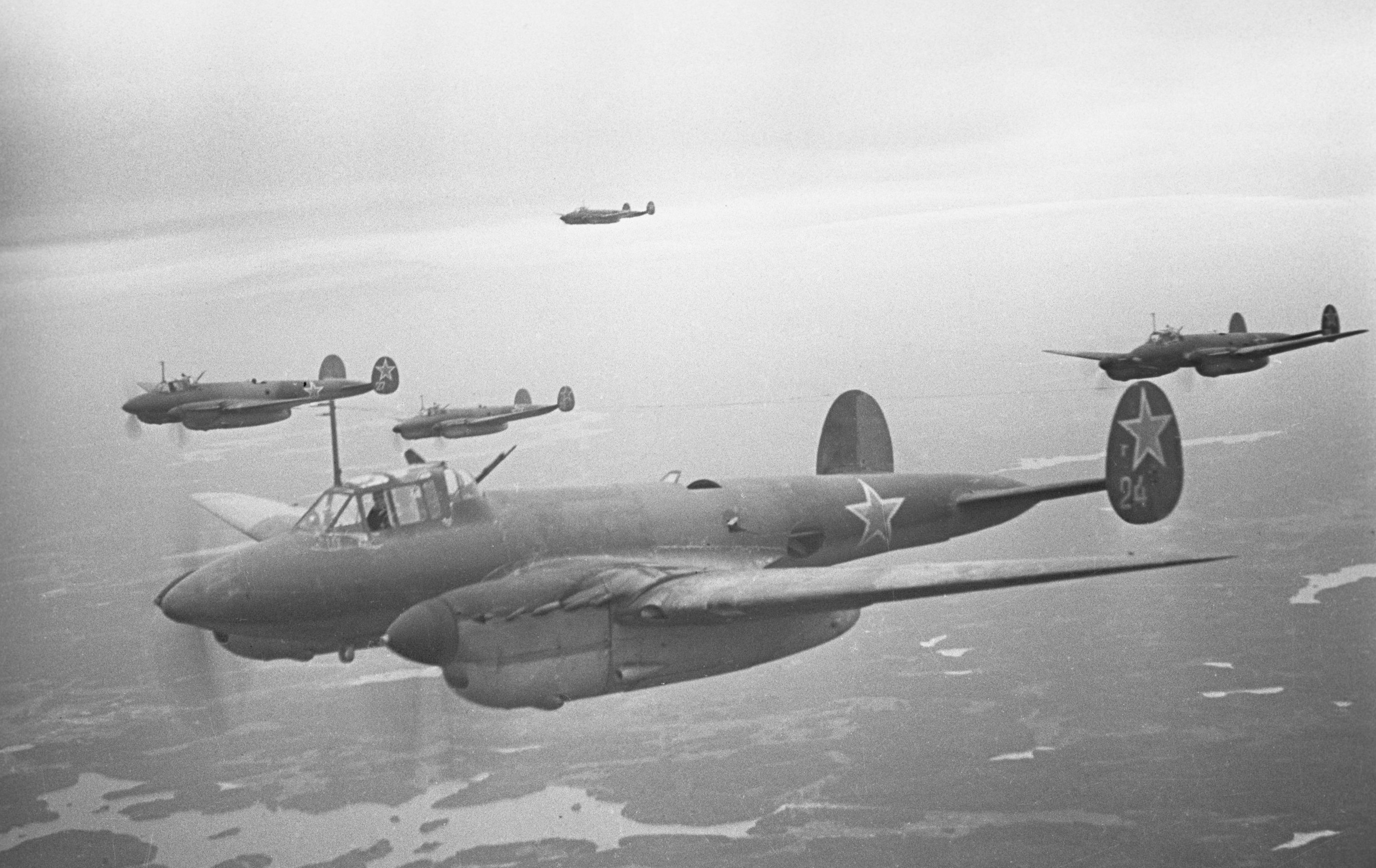
Petljakow Pe-2
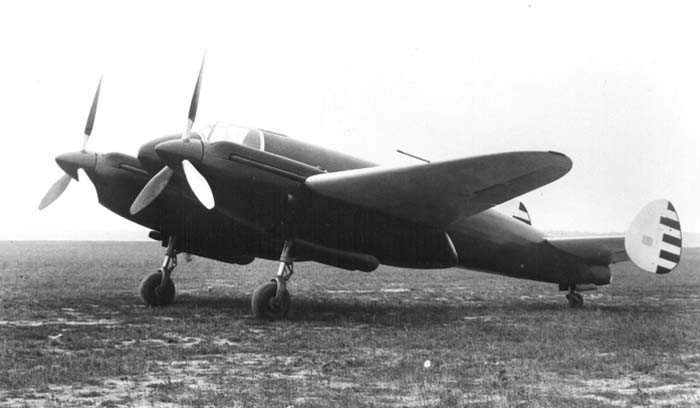
Jakowlew Jak-2
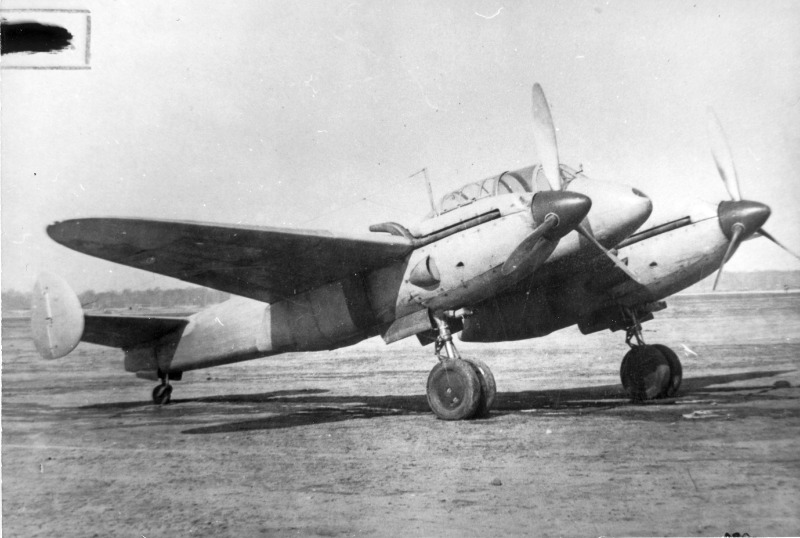
Jakowlew Jak-4
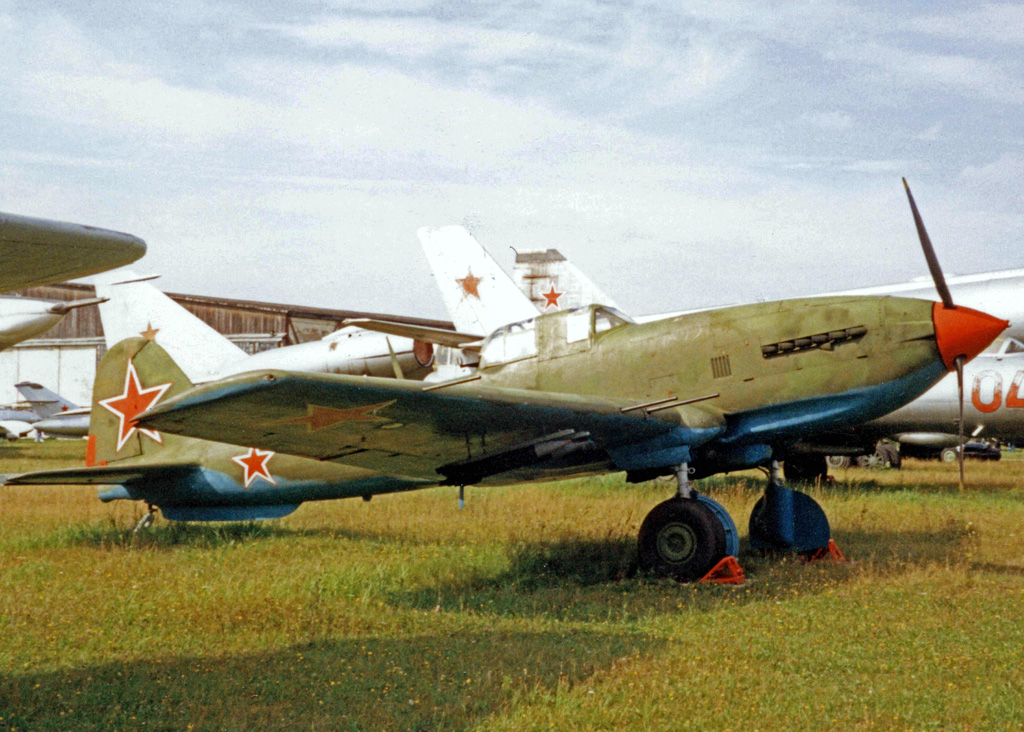
Iljuschin Il-10 (Museumsstück)
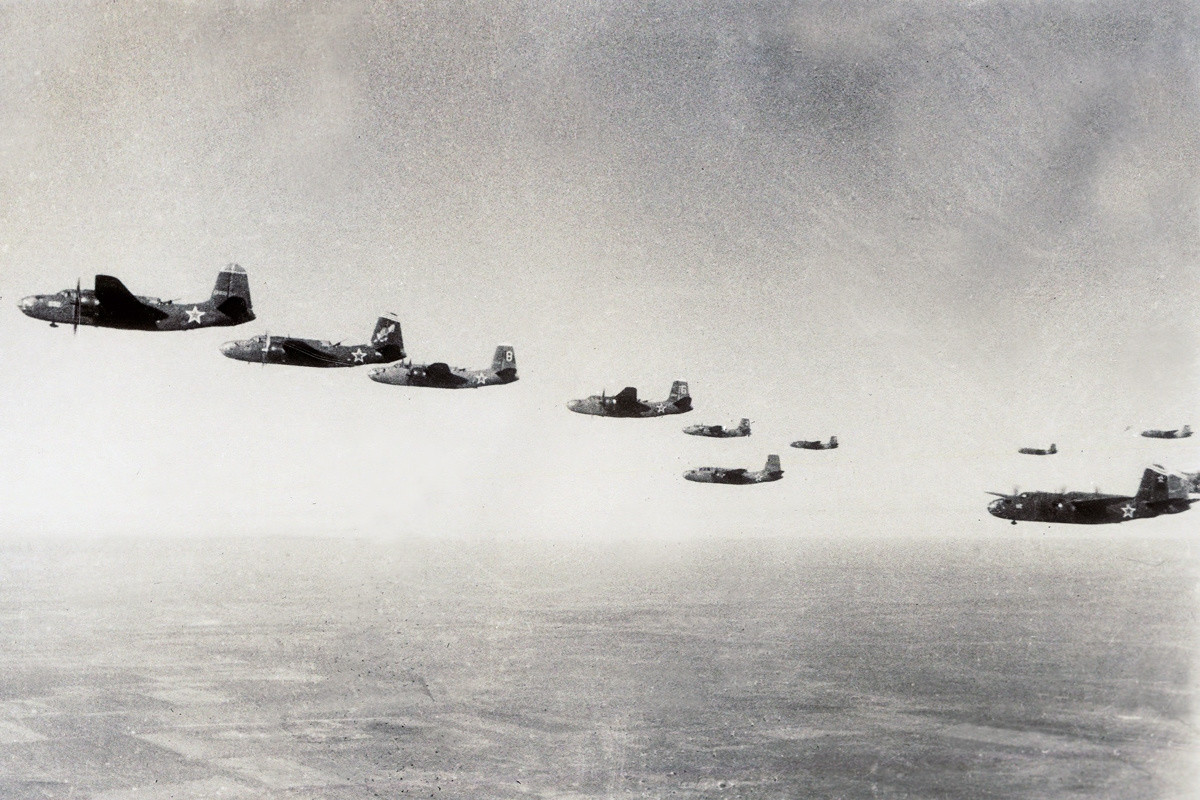
Douglas A-20G Boston

### Mittlere Bomber
- Tupolew SB-2 (auch: ANT-40) (1934)
- Iljuschin DB-3 (1935) – Langstreckenbomber
- Iljuschin Il-4 (ex DB-3F) (1939) – Weiterentwicklung der DB-3
- Lissunow Li-2 WW – Variante der Li-2 als Behelfsbomber
- Archangelski Ar-2 (1940) – Weiterentwicklung der SB-2
- Jermolajew Jer-2 (1940) – Langstreckenbomber
- Tupolew Tu-2 (1941)

Britische und US-amerikanische Hilfslieferungen
- Handley-Page Hampden (1936)
- Armstrong Whitworth Albemarle (1940) – als mittlerer Bomber entworfen, als Transportflugzeug verwendet
- North American B-25 Mitchell (1940)

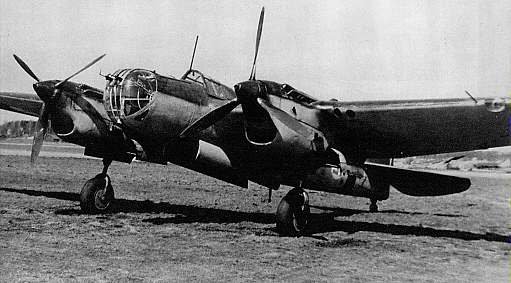
Tupolew SB-2 in finnischem Dienst
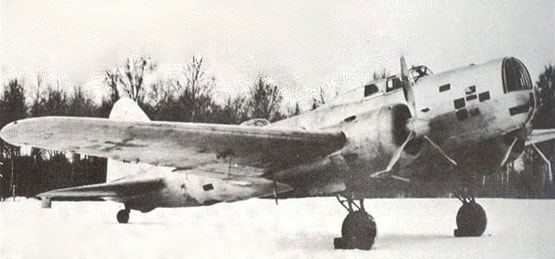
Iljuschin DB-3
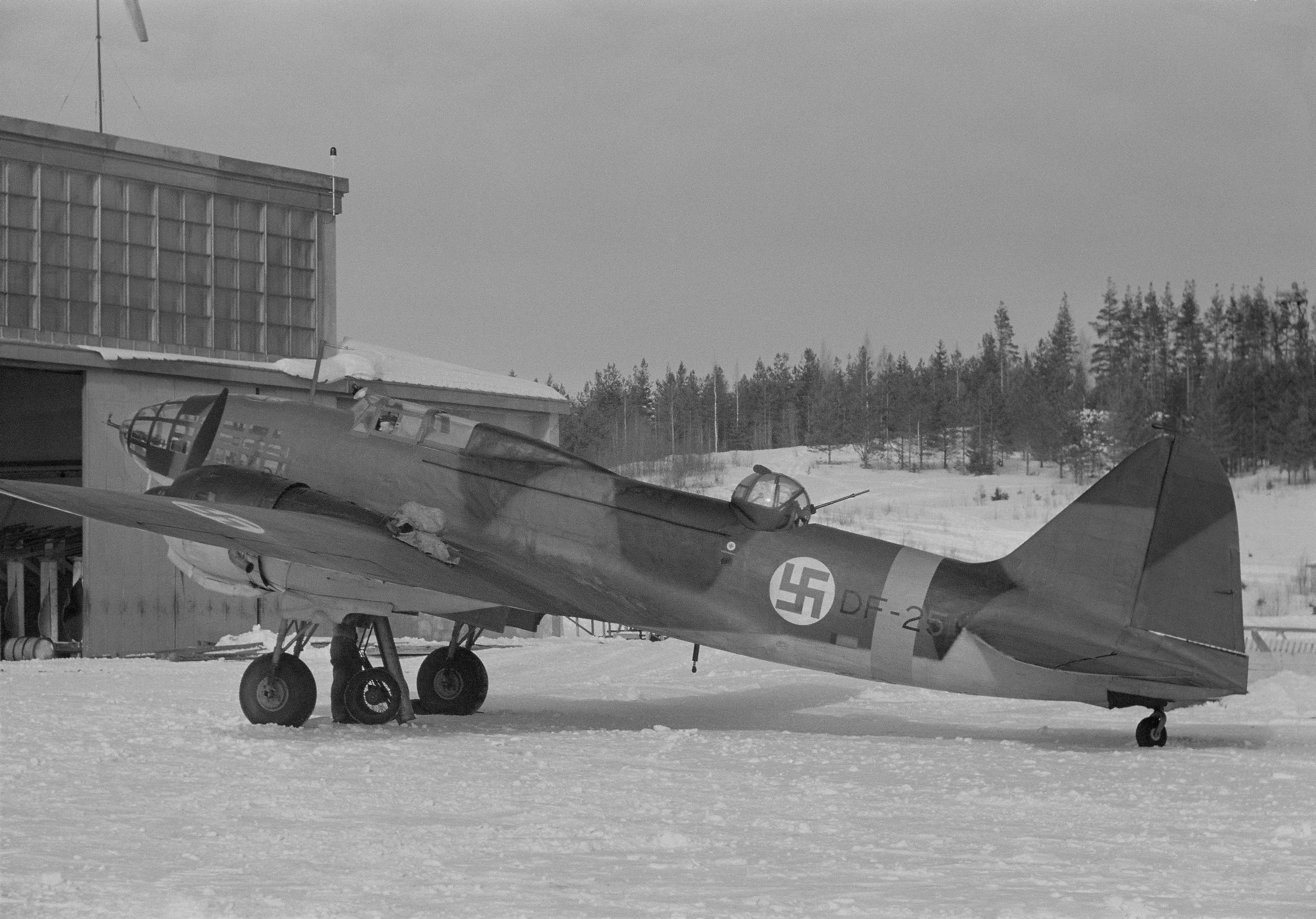
Iljuschin Il-4 in finnischem Dienst
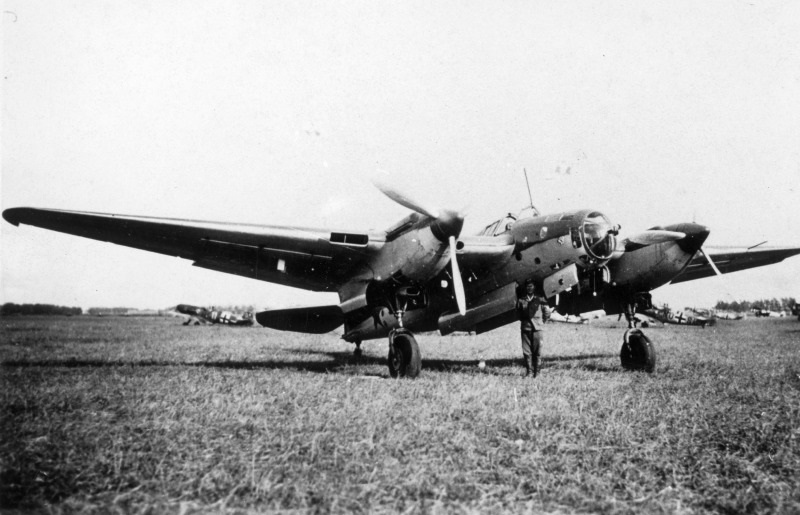
Archangelski Ar-2
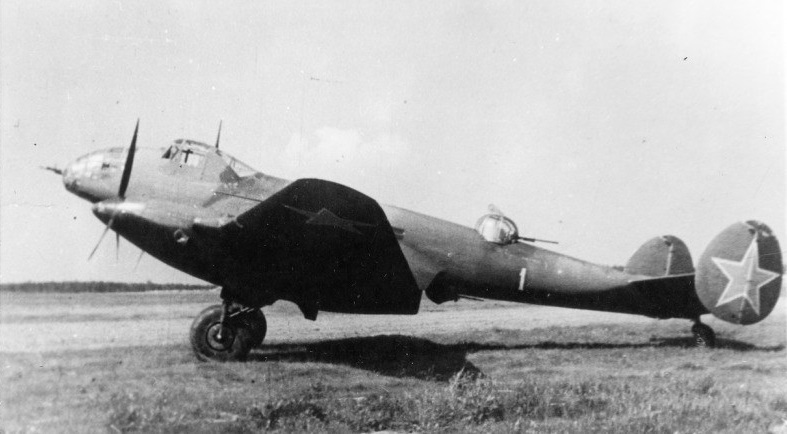
Jermolajew Jer-2
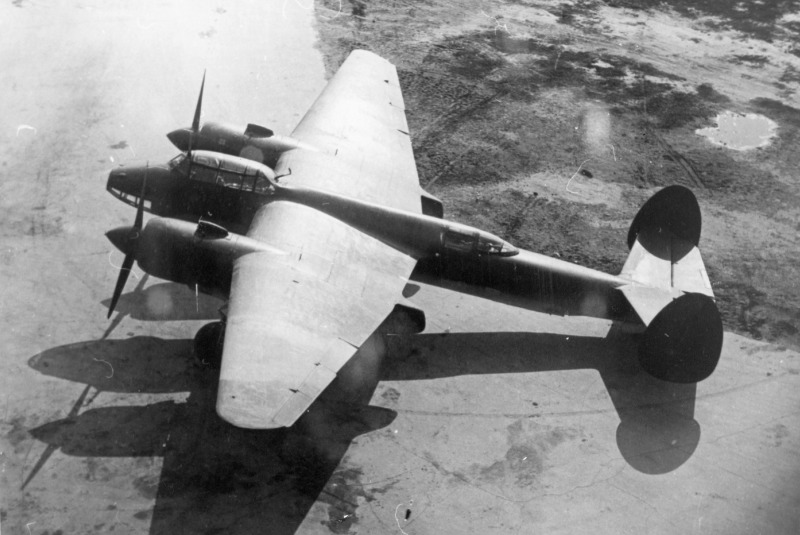
Tupolew Tu-2
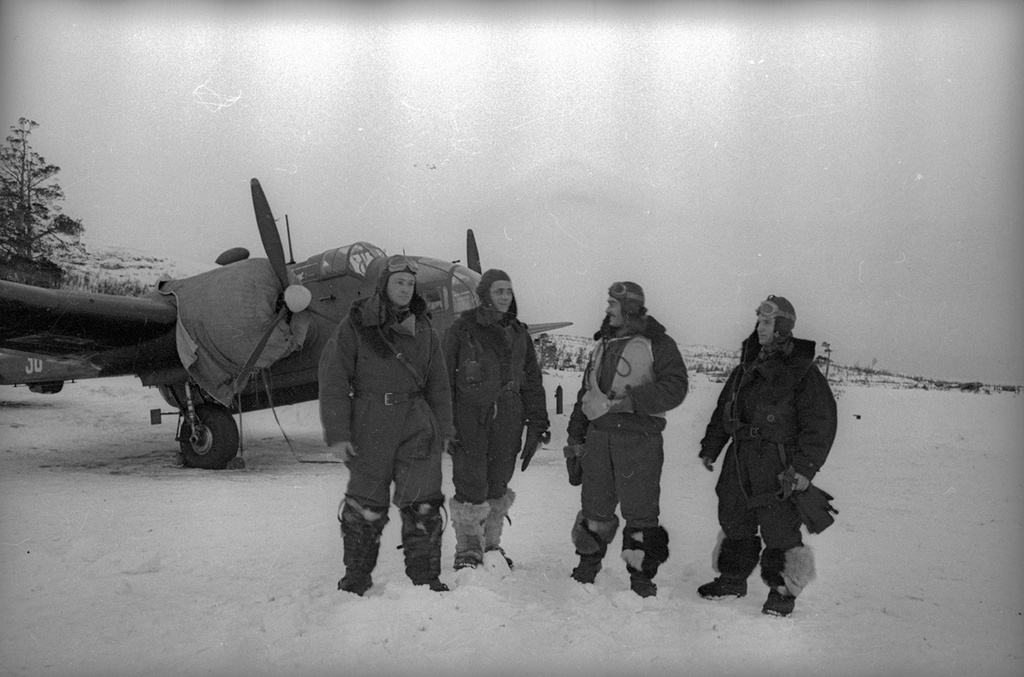
Handley Page Hampden
Armstrong Whitworth Albemarle der RAF

### Schwere Bomber
- Tupolew TB-3 (1930)
- Petljakow Pe-8 (ex TB-7) (1936)

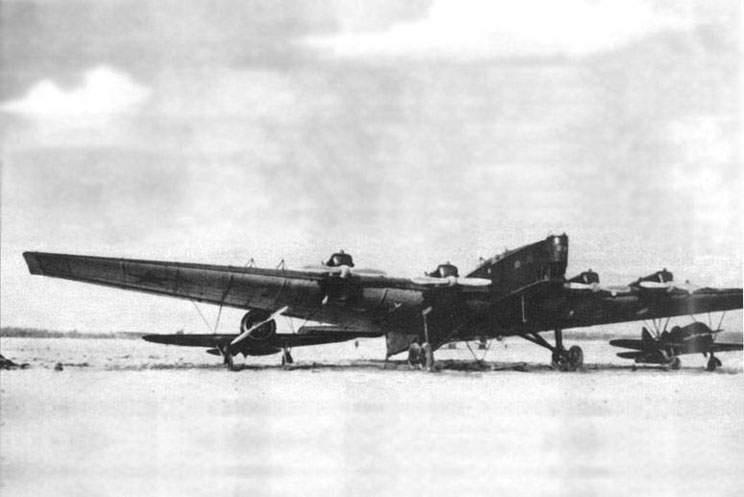
Tupolew TB-3
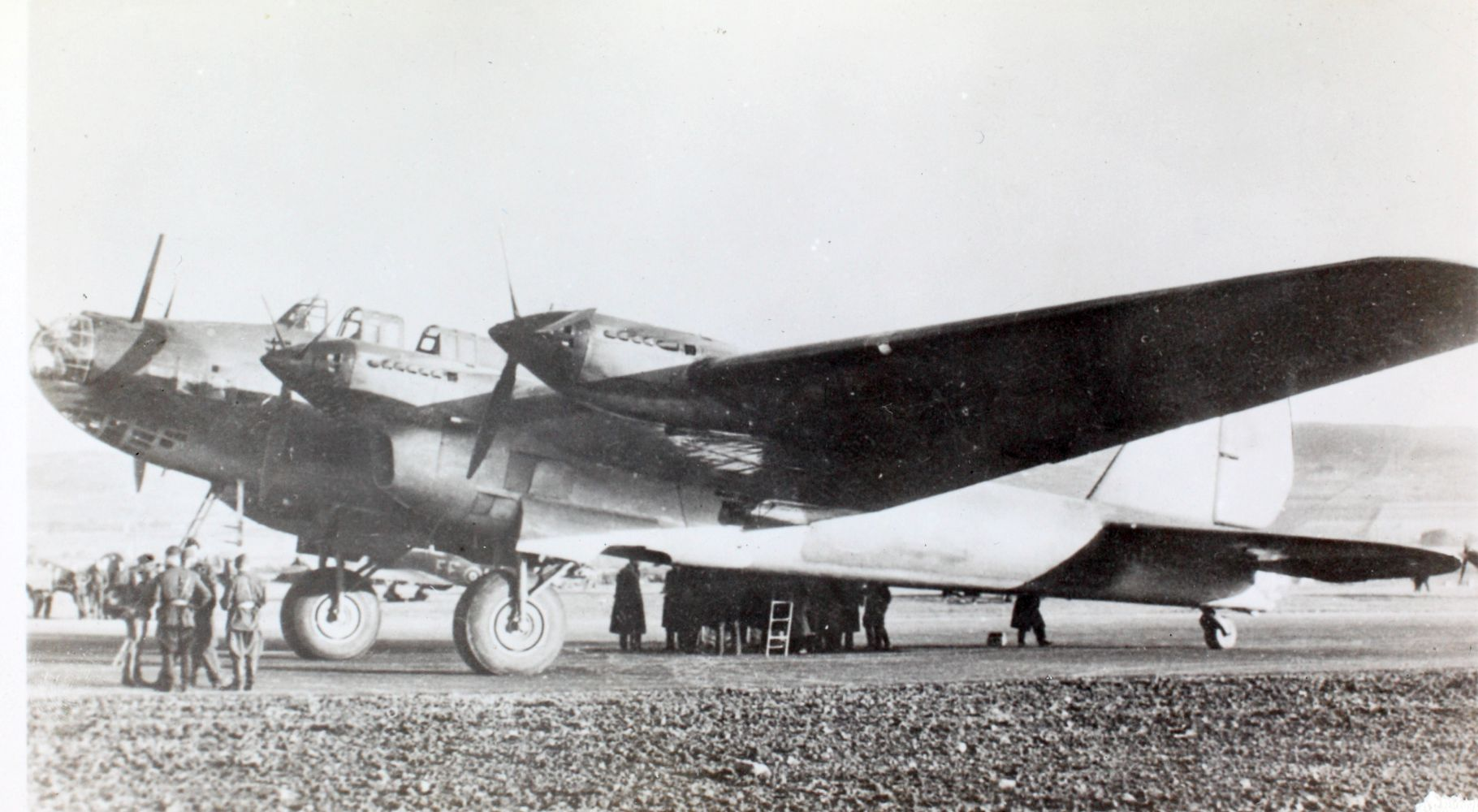
Petljakow Pe-8

## Aufklärungsflugzeuge
Die Aufklärungsflugzeuge der Roten Armee waren, wie in den 1930er-Jahren allgemein üblich, auch als leichte Bomber einsetzbar.
- Polikarpow R-5 (1928) – Doppeldecker, auch bei Kriegsbeginn noch zahlreichstes sowjetisches Aufklärungsflugzeug
- Tupolew R-6 (auch: ANT-7) (1931)
- Polikarpow R-Z (1935) – Weiterentwicklung der R-5
- Neman R-10 (1936)

US-amerikanische Hilfslieferungen
- Curtiss O-52 Owl (1940) – Artillerie-Beobachtungsflugzeug

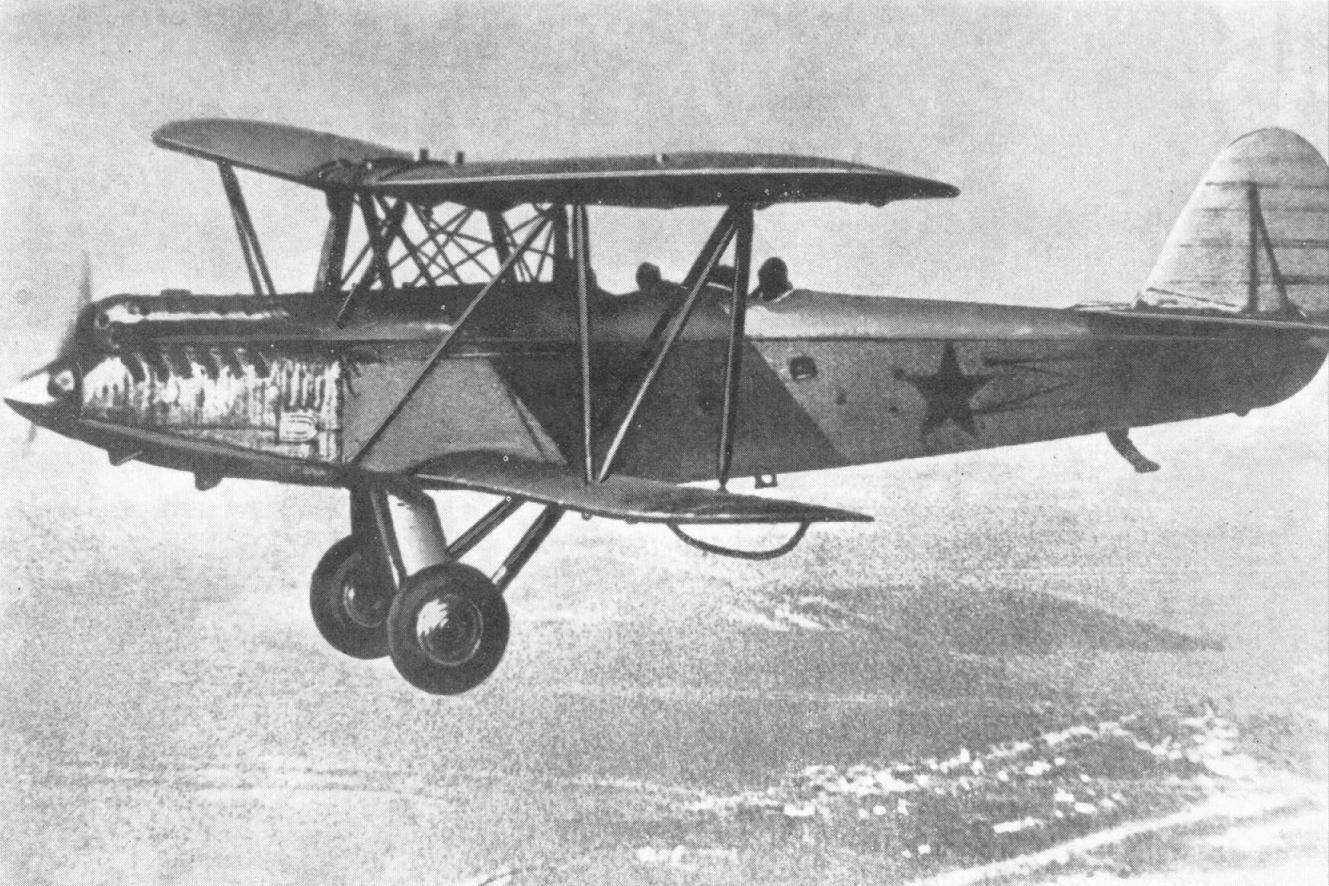
Polikarpov R-5
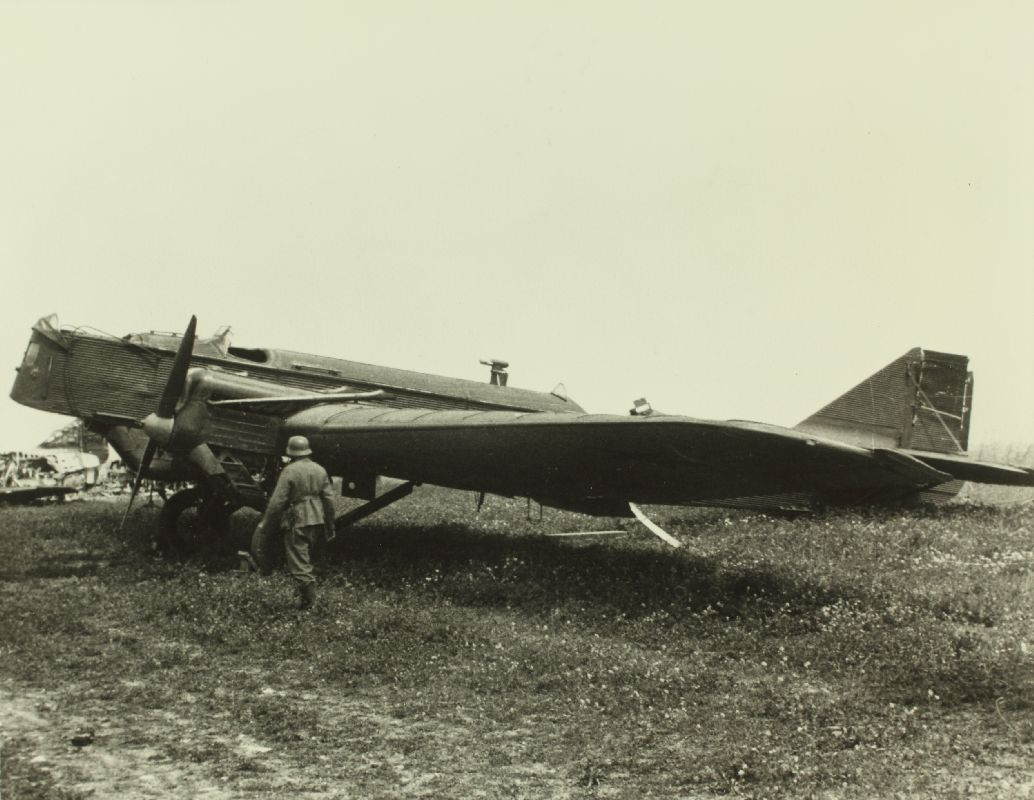
Tupolew R-6
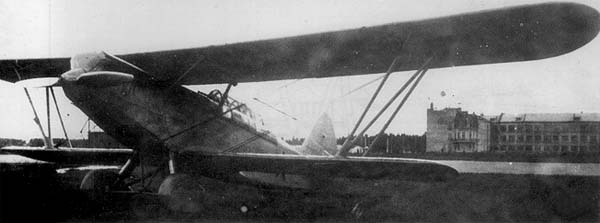
Polikarpow R-Z
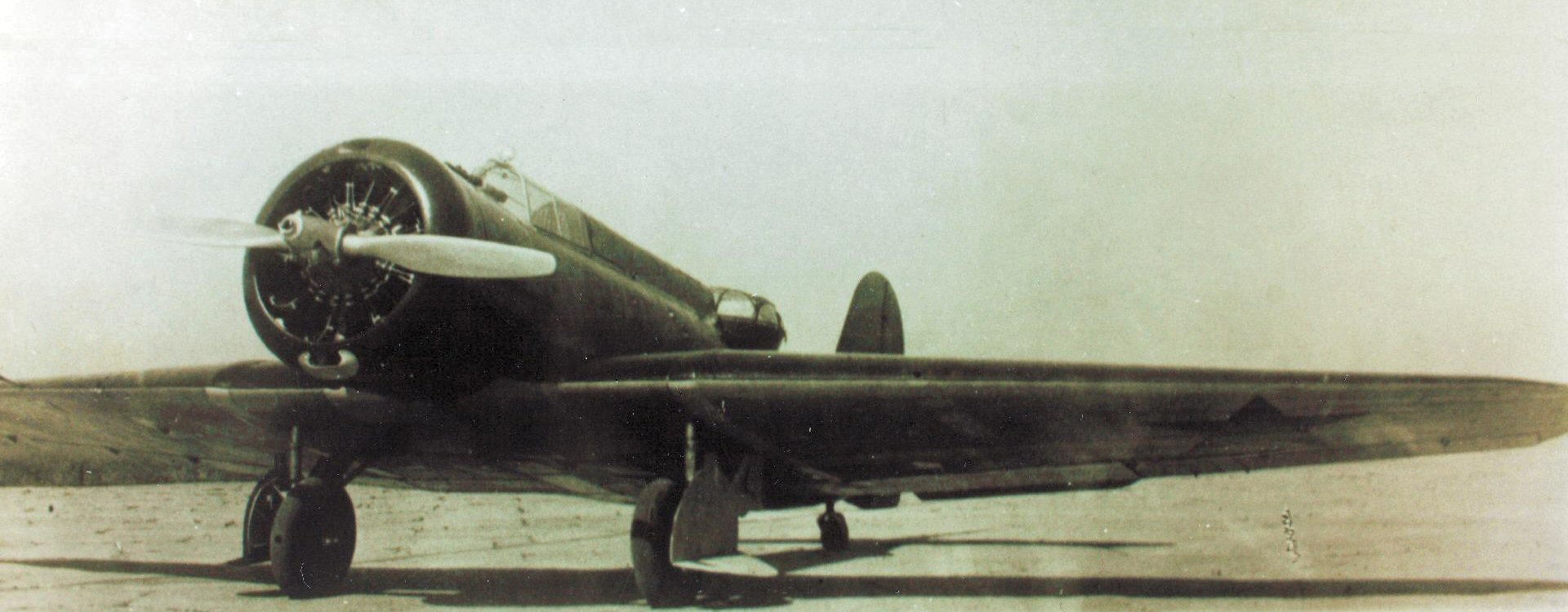
Neman R-10
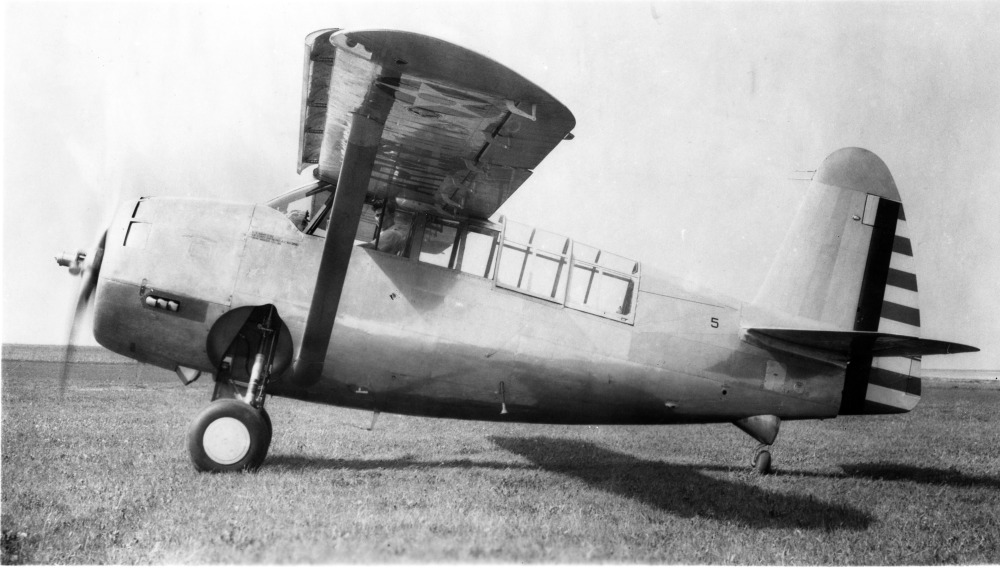
Curtiss O-52 Owl der USAAF

## Transportflugzeuge und Lastensegler

### Transportflugzeuge
- Tupolew G-1 und TB-1 (auch: ANT-4) (1925) – Transport- (G-1) bzw. Bombenflugzeug (TB-1), nurmehr als Transporter eingesetzt
- Tupolew ANT-9 und PS-9 (1929) – Passagierflugzeug, als Transporter eingesetzt; ANT-9 drei-, PS-9 zweimotorig
- Tupolew G-2 und TB-3 (auch: ANT-6) (1930) – Transport- (G-2) bzw. Bombenflugzeug (TB-3), zum Teil auch als Transporter eingesetzt
- Tupolew PS-35 (auch: ANT-35) (1936) – Passagierflugzeug
- Lissunow Li-2 (1938) – sowjetischer Lizenzbau der Douglas DC-3
- Jakowlew Jak-6 (1942) – Mehrzweckflugzeug
- Schtscherbakow Schtsche-2 (1942)

Britische und US-amerikanische Hilfslieferungen
- Douglas C-47 Skytrain (1941) – Militärausführung der Douglas DC-3

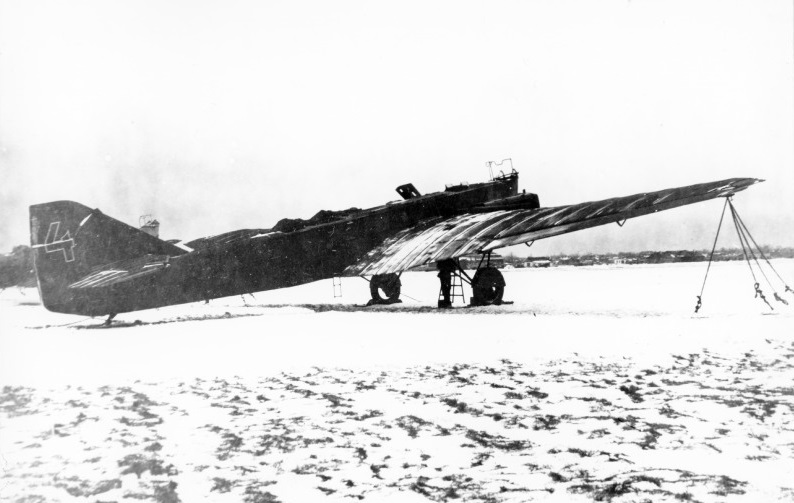
Tupolew ANT-4
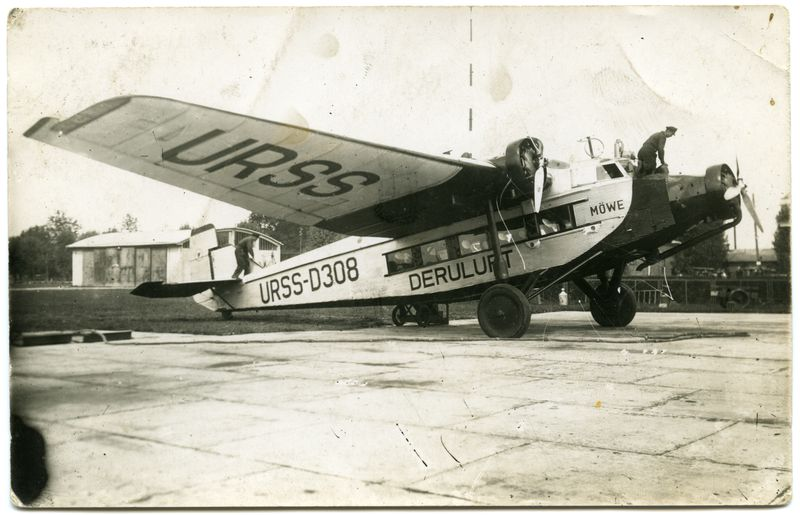
Tupolew ANT-9
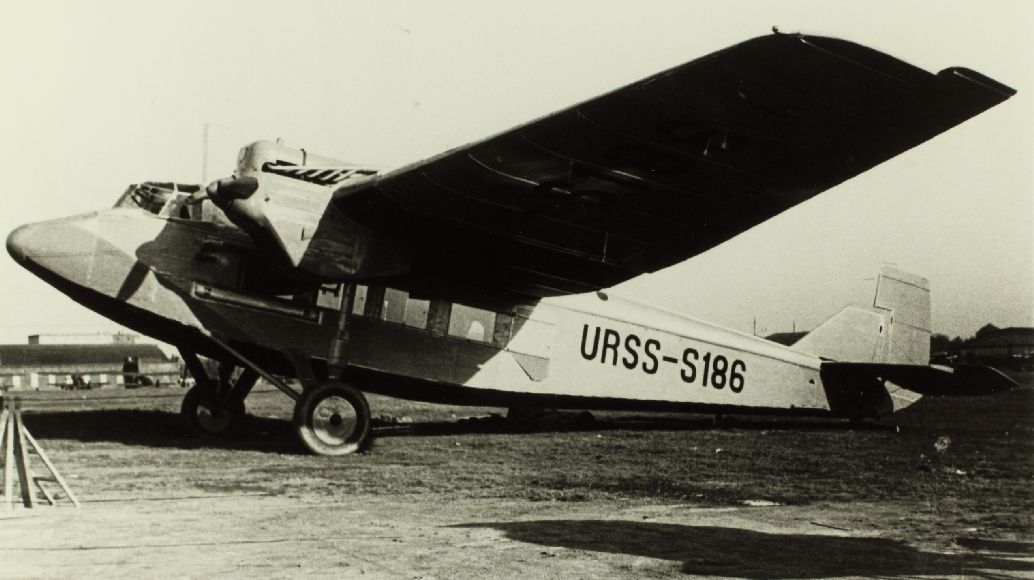
Tupolew PS-9
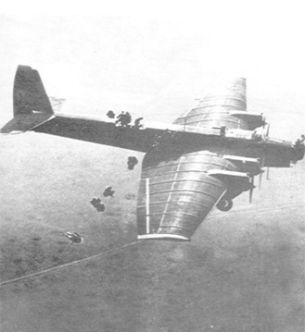
Tupolew TB-3
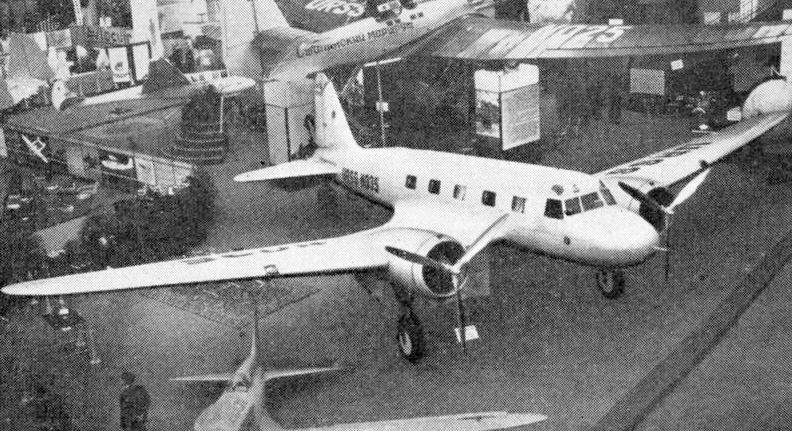
Tupolew PS-35
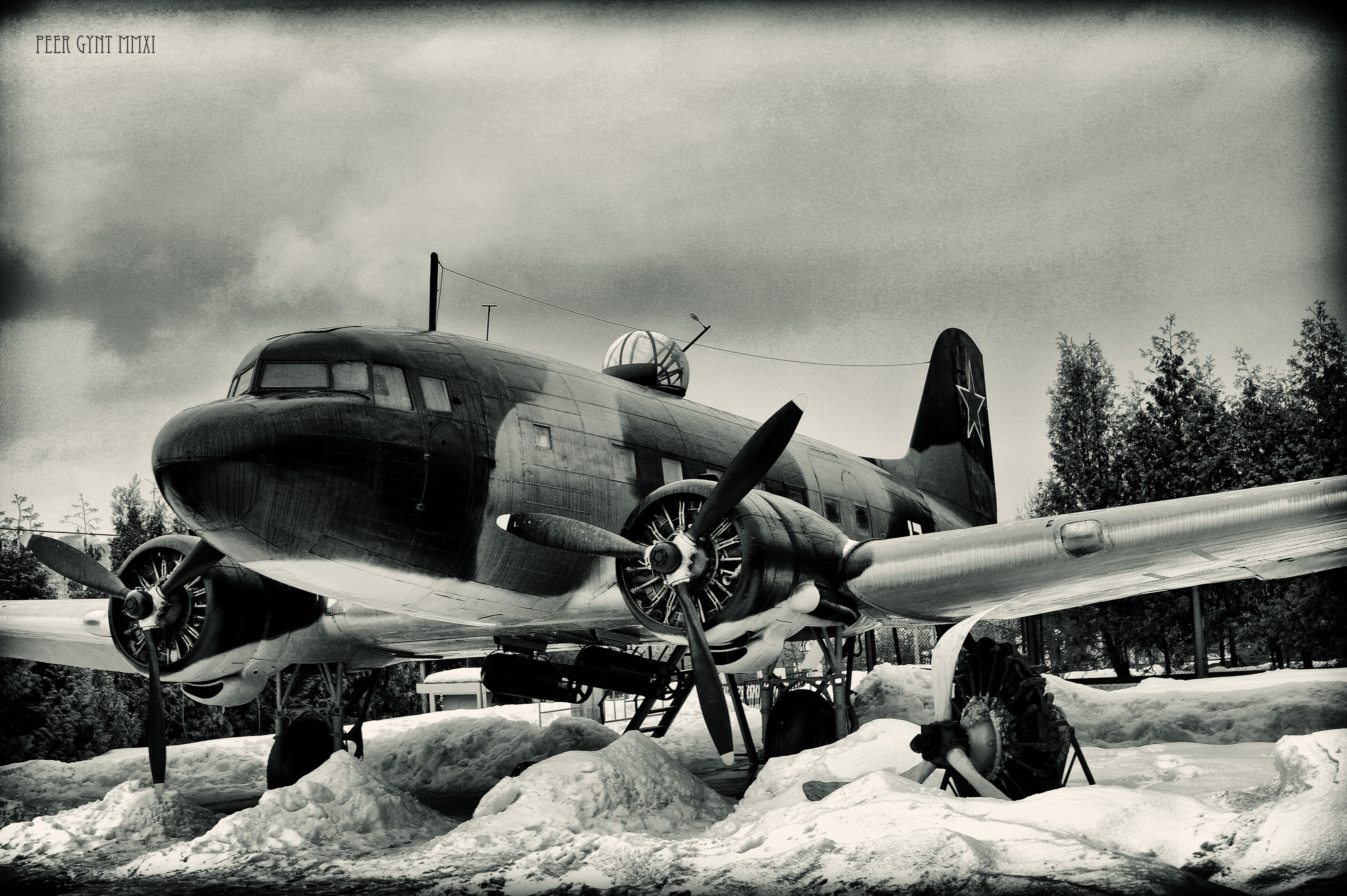
Lissunow Li-2
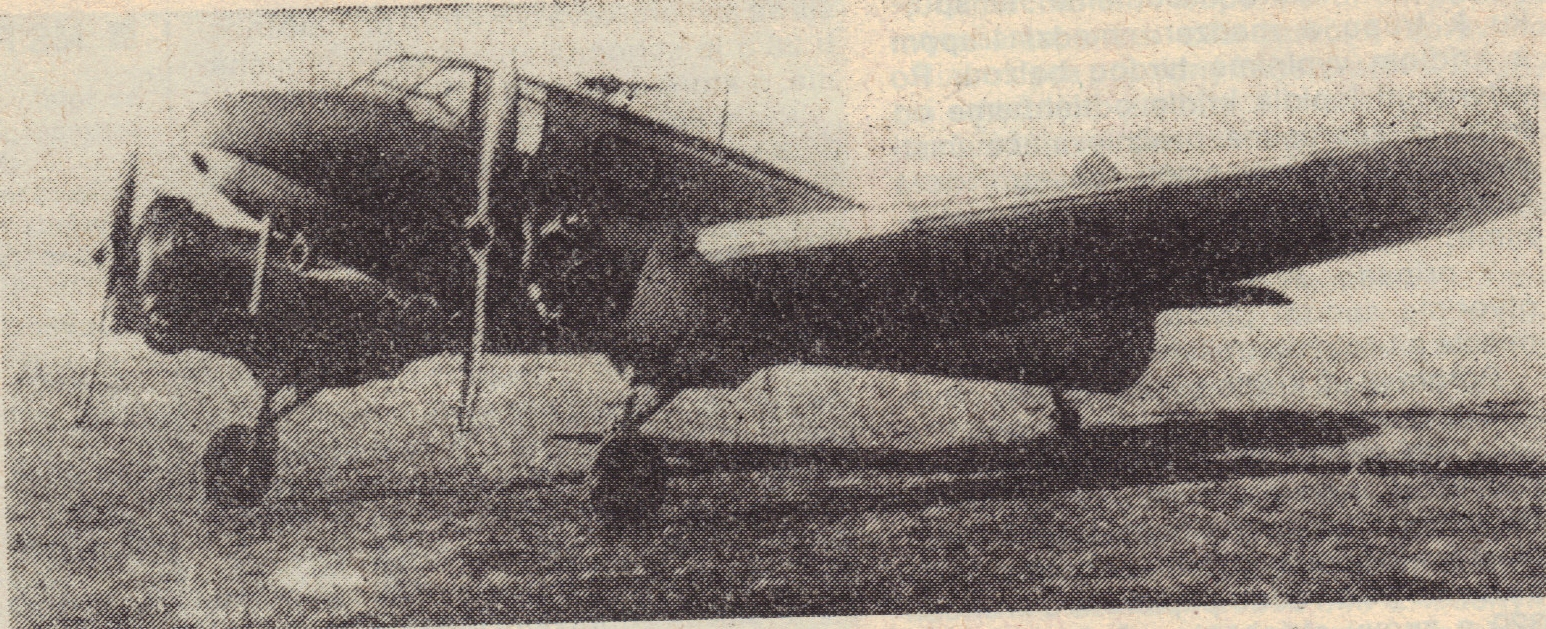
Jakowlew Jak-6
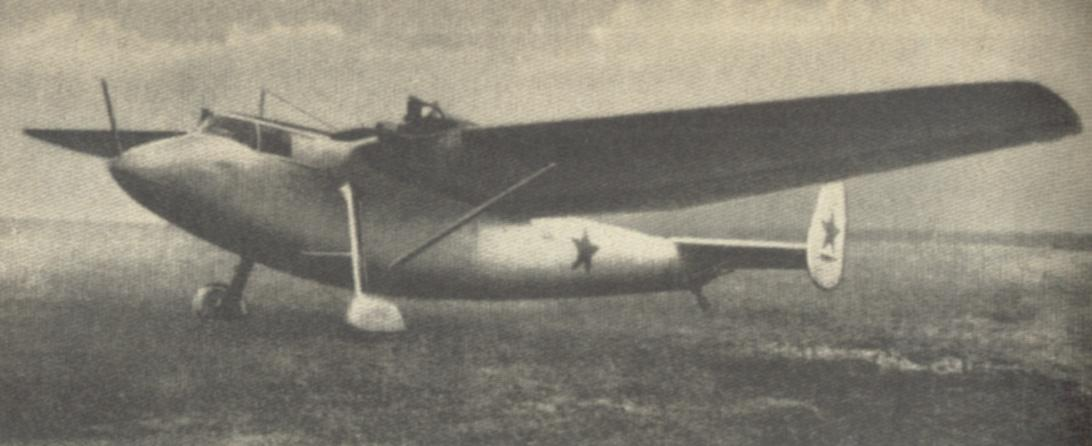
Schtscherbakow Schtsche-2
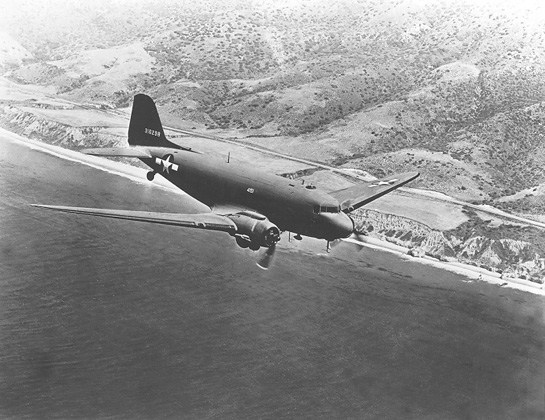
Douglas C-47 Skytrain der USAAF

### Lastensegler
- Antonow A-7 (1941)
- Gribowski G-11 (1941)
- Kolesnikow-Zybin KZ-20 (1941)

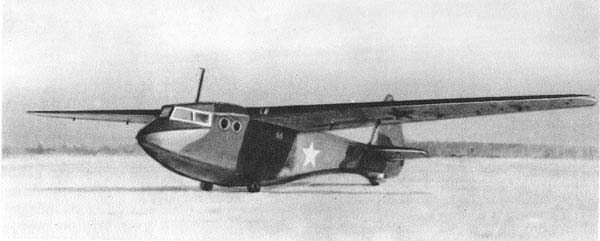
Antonow A-7

## Schul- und Verbindungsflugzeuge

### Anfänger-Schulflugzeuge
- Polikarpow Po-2 (ex U-2) (1928)
- Jakowlew UT-2 (auch: AIR-20, Ja-20) (1935)

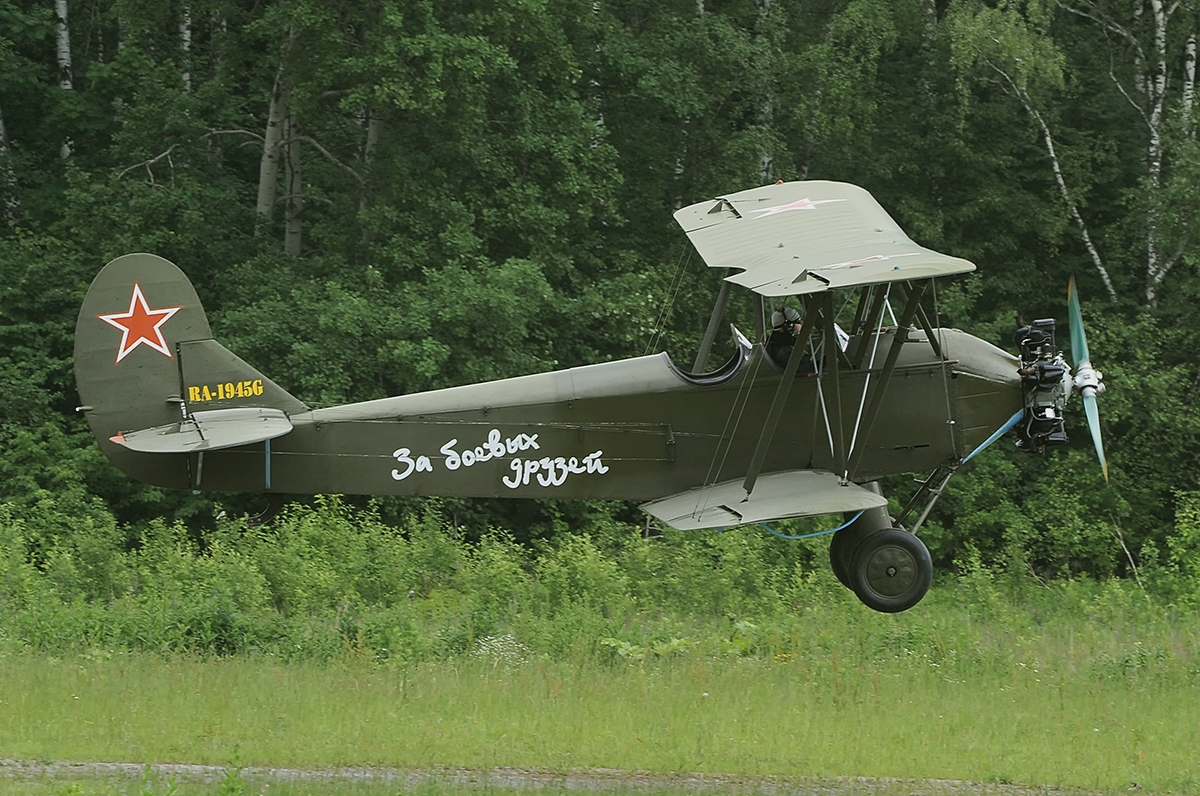
Polikarpow Po-2 (Warbird)
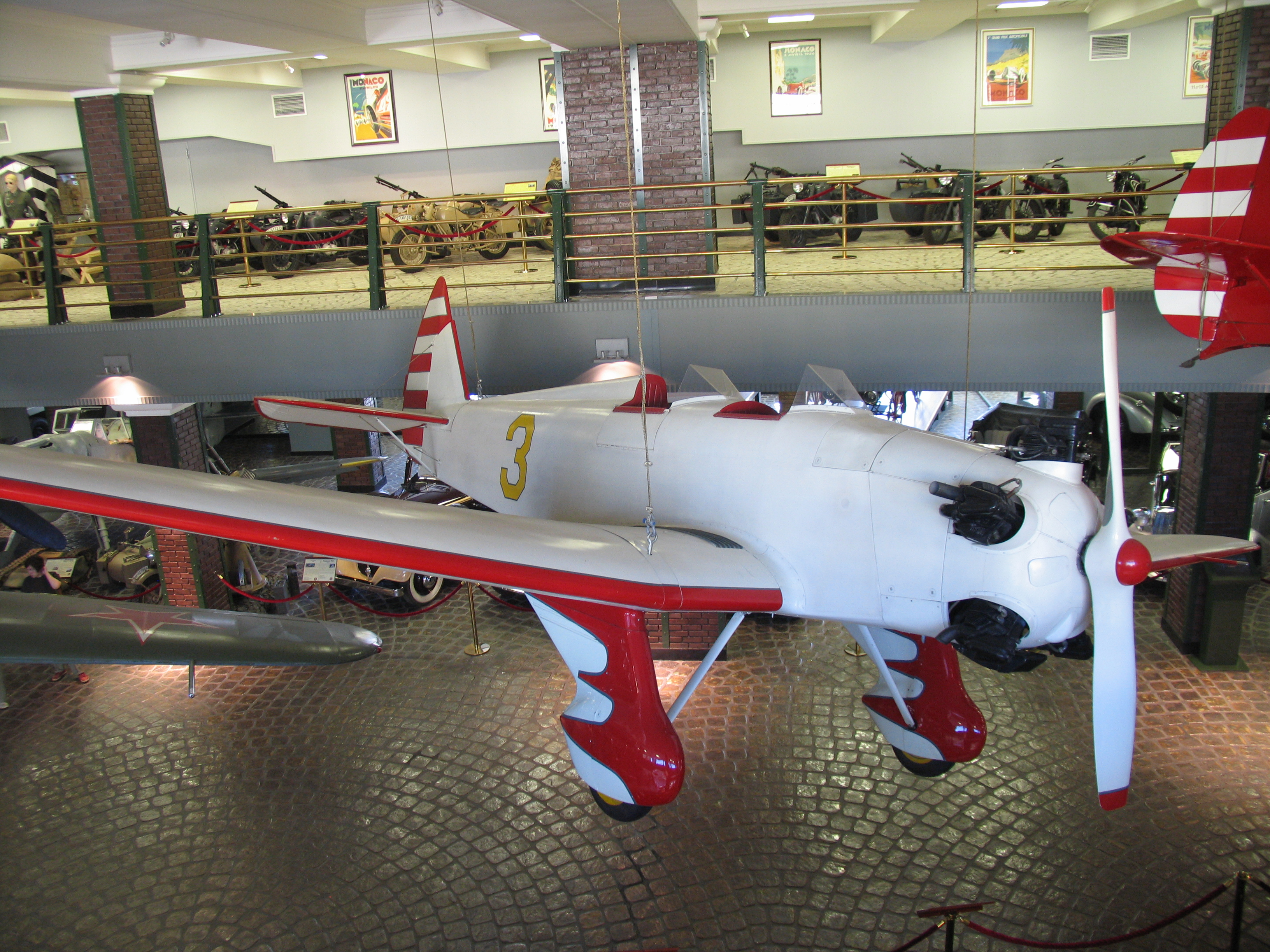
Jakowlew UT-2 (Museumsstück)

### Fortgeschrittenen-Schulflugzeuge
- Nikitin NW-2 (1935) – einsitziges Übungsjagdflugzeug
- Jakowlew UT-1 (auch: AIR-14, Ja-14) (1936) – kunstflugtaugliches einsitziges Übungsjagdflugzeug
- Jakowlew Jak-7 UTI (1940) – zweisitziges Schuljagdflugzeug

US-amerikanische Hilfslieferungen
- North American T-6 Texan (1940)

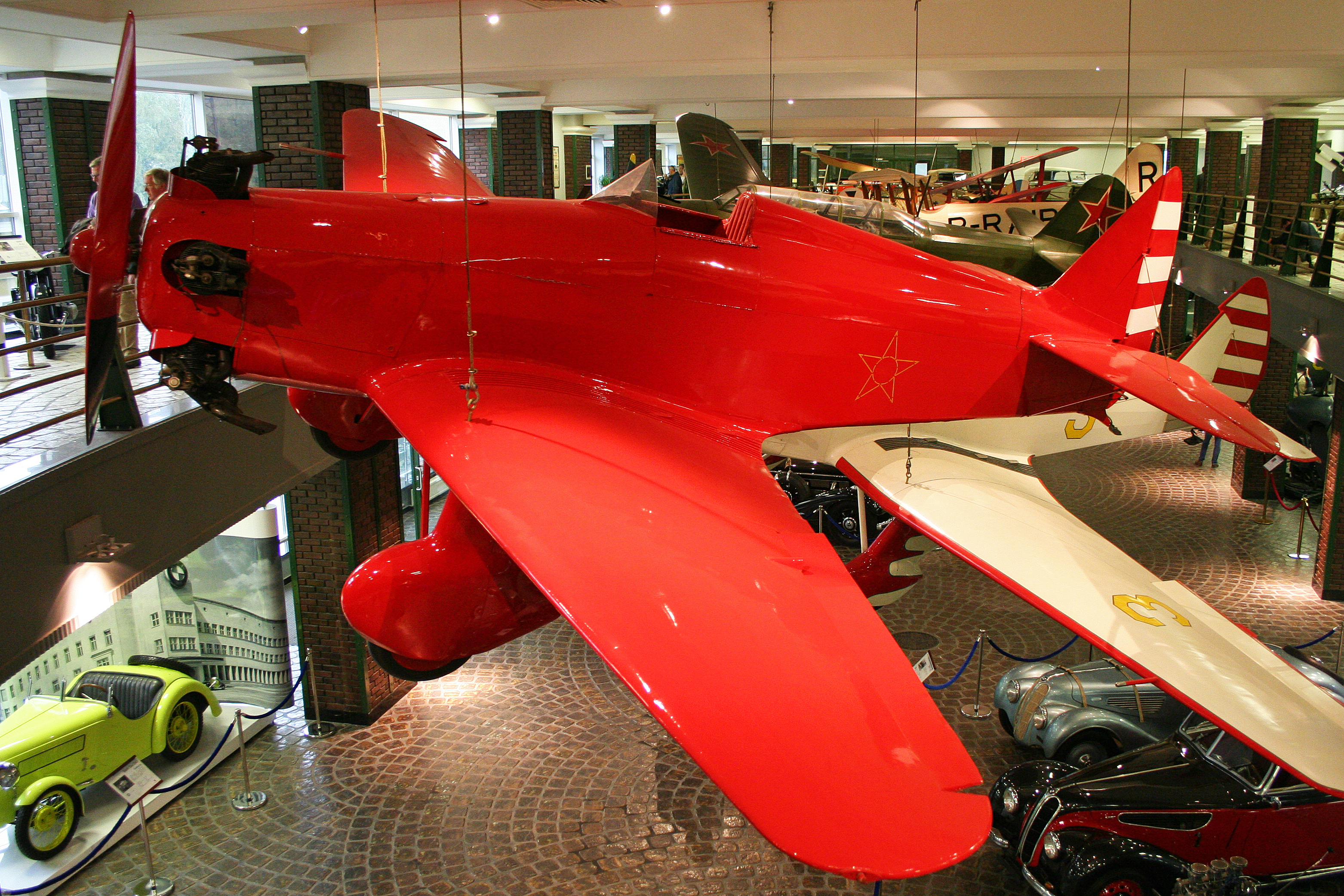
Jakowlew UT-1 (Museumsstück)
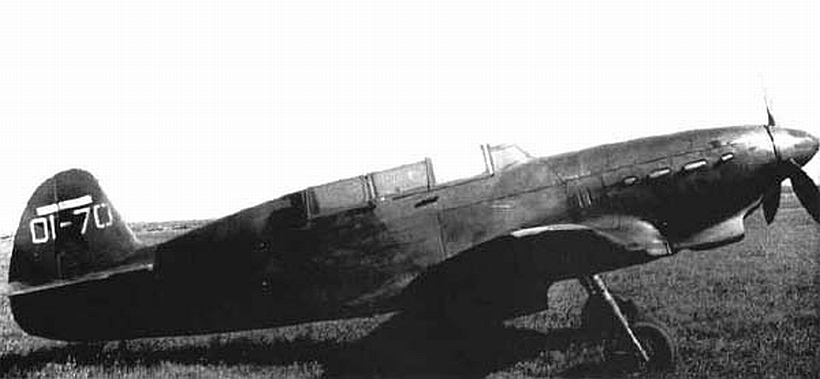
Jakowlew Jak-7 UTI
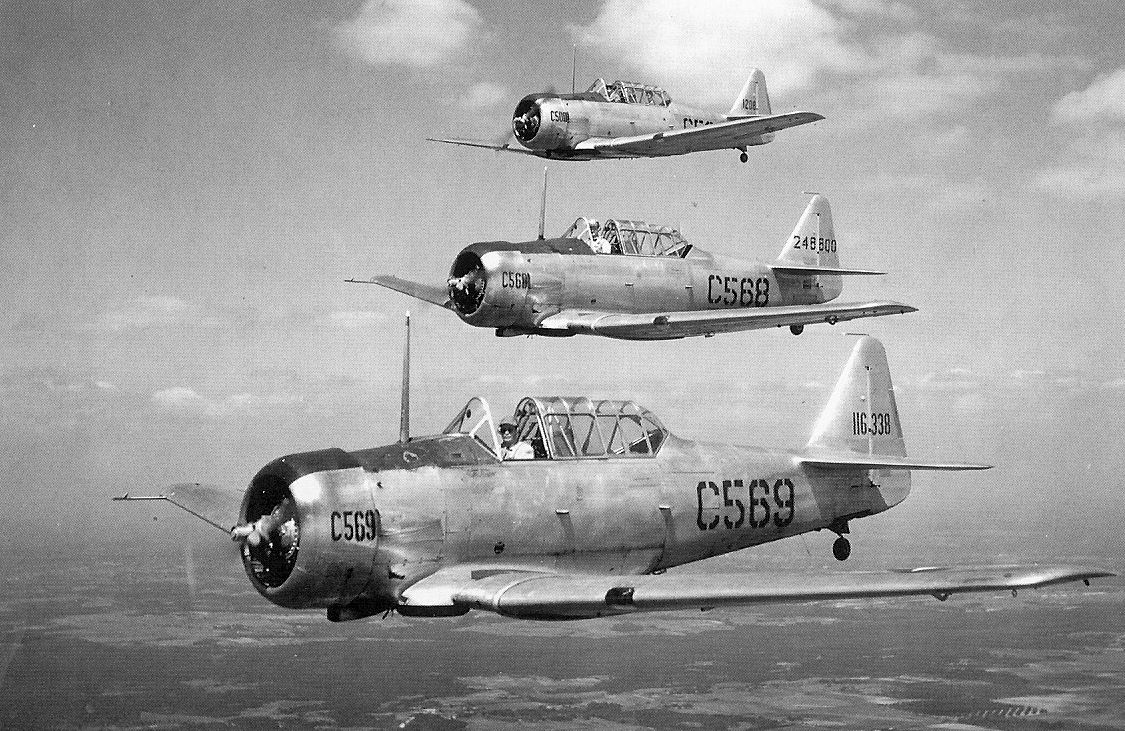
North American T-6 Texan der USAAF

## Marineflugzeuge

### Flugboote
- Schawrow Sch-2 (1930) – Mehrzweck-Amphibienflugzeug
- Berijew MBR-2 (1932) – Mehrzweck-Flugboot
- Berijew MP-1 (1933) – Transportervariante der MBR-2
- Tupolew MTB-1 (auch: ANT-27bis) (1935) – Seefernaufklärer
- Tschetwerikow Tsche-2 (ex MDR-6) (1937) – Seefernaufklärer
- Berijew Be-4 (ex KOR-2) (1940) – Bordflugzeug

US-amerikanische Hilfslieferungen
- Consolidated PBY/PBN Catalina (1935) – in geringem Umfang als GST auch in Lizenz gebaut

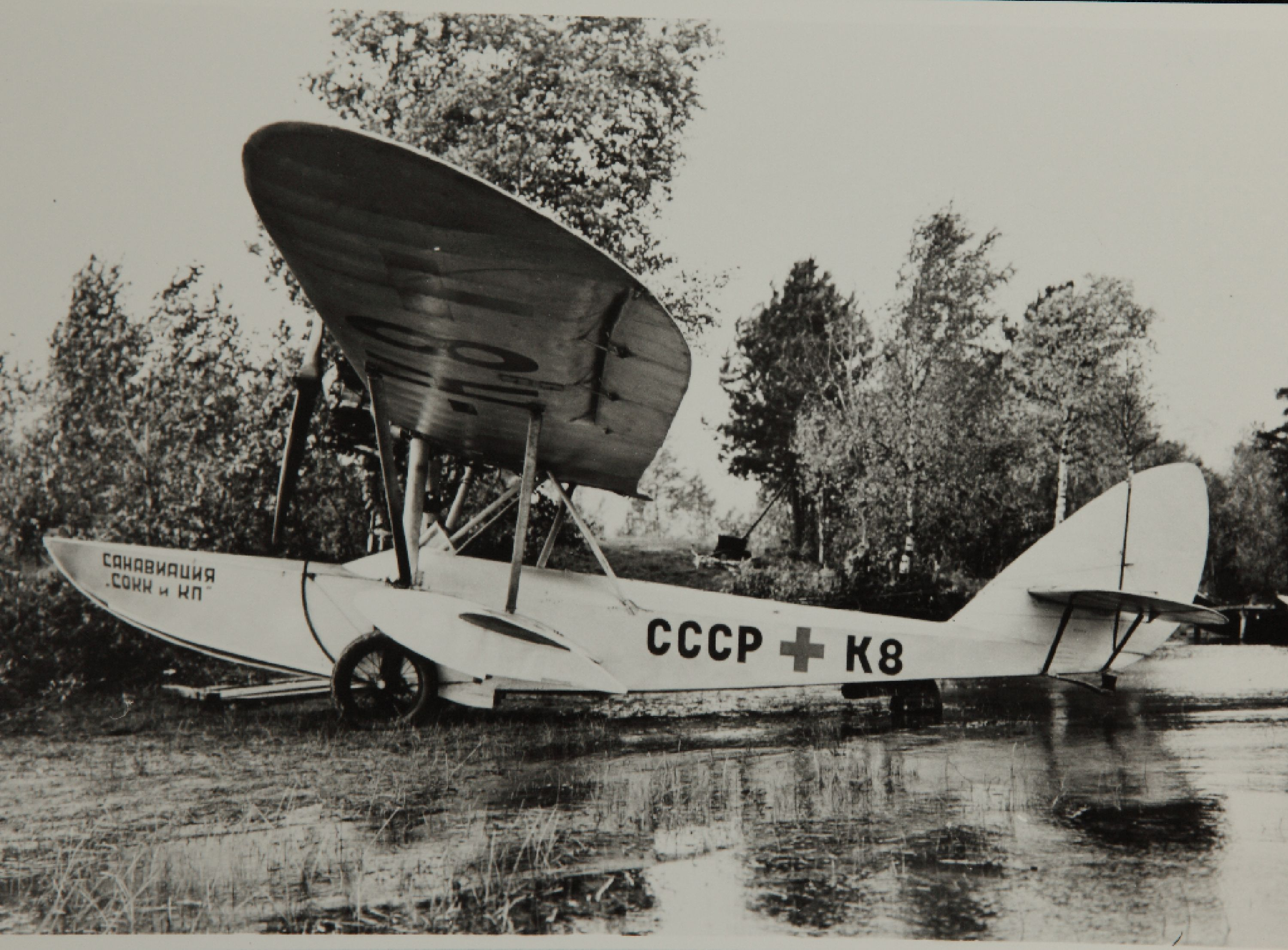
Schawrow Sch-2 als Sanitätsflugzeug
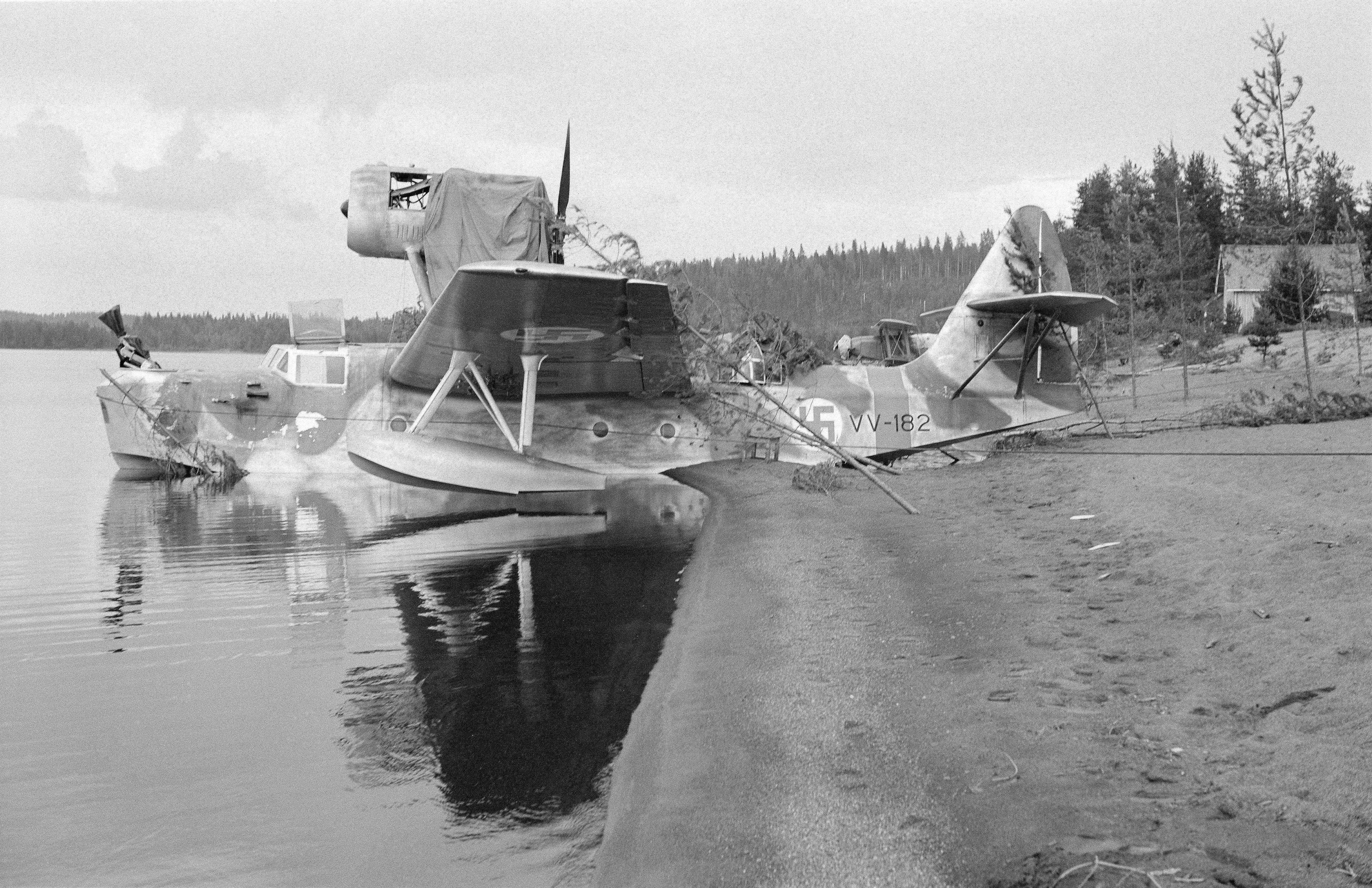
Berijew MBR-2 in finnischem Dienst
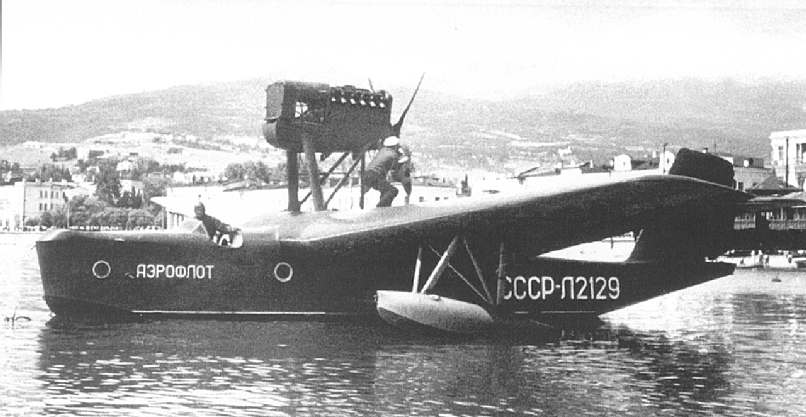
Berijew MP-1
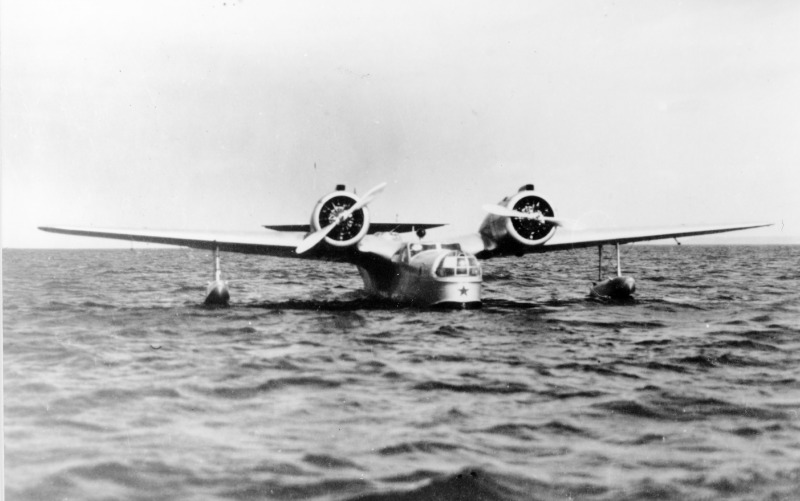
Tschetwerikow MDR-6
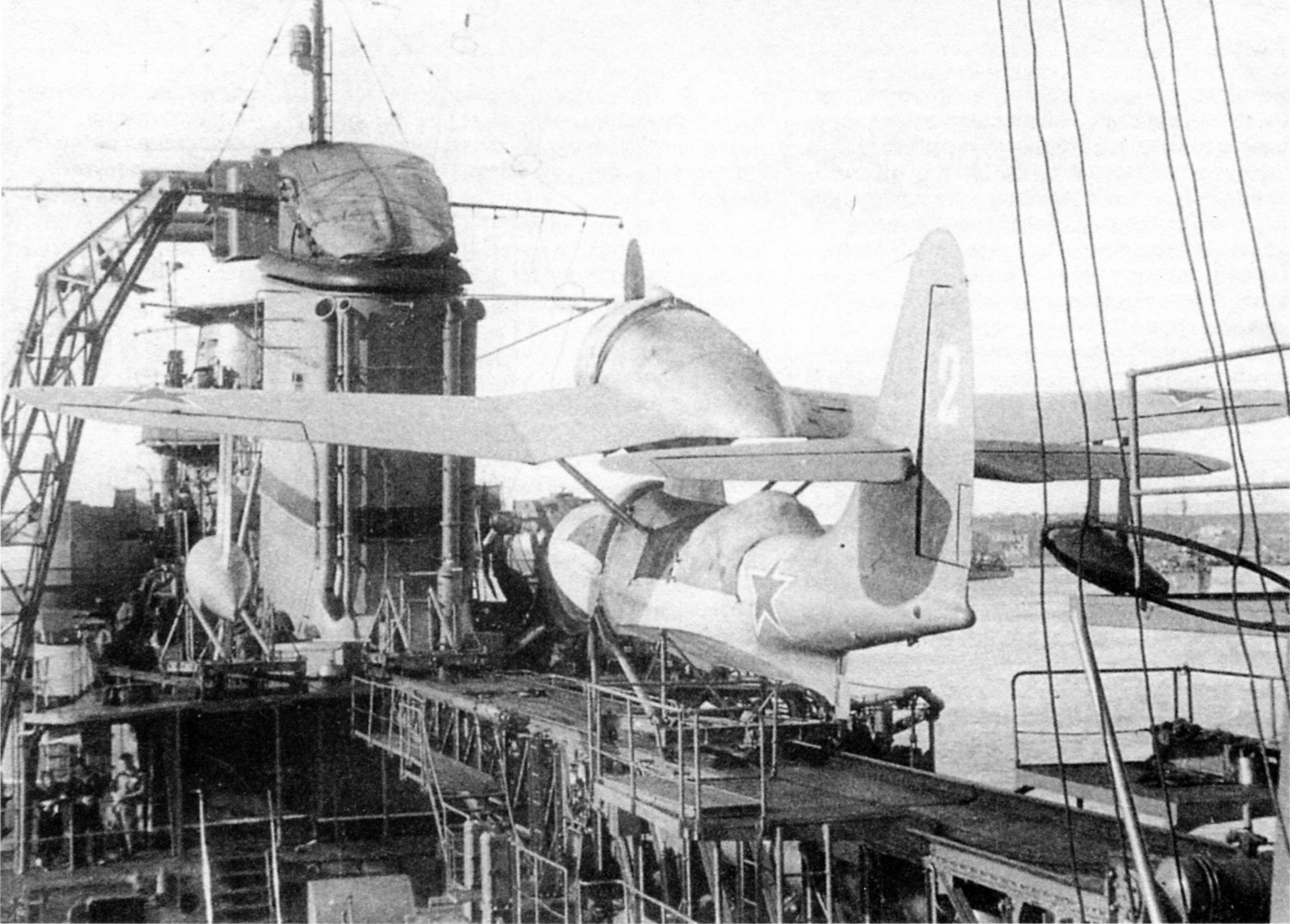
Berijew KOR-2

### Schwimmerflugzeuge
- Berijew Be-2 (ex KOR-1) (1936) – Bordflugzeug

US-amerikanische Hilfslieferungen
- Vought OS2U Kingfisher (1938) – Bordflugzeuge der Murmansk (ex Milwaukee)

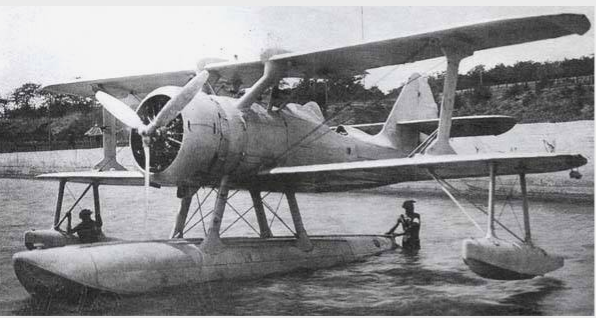
Berijew KOR-1
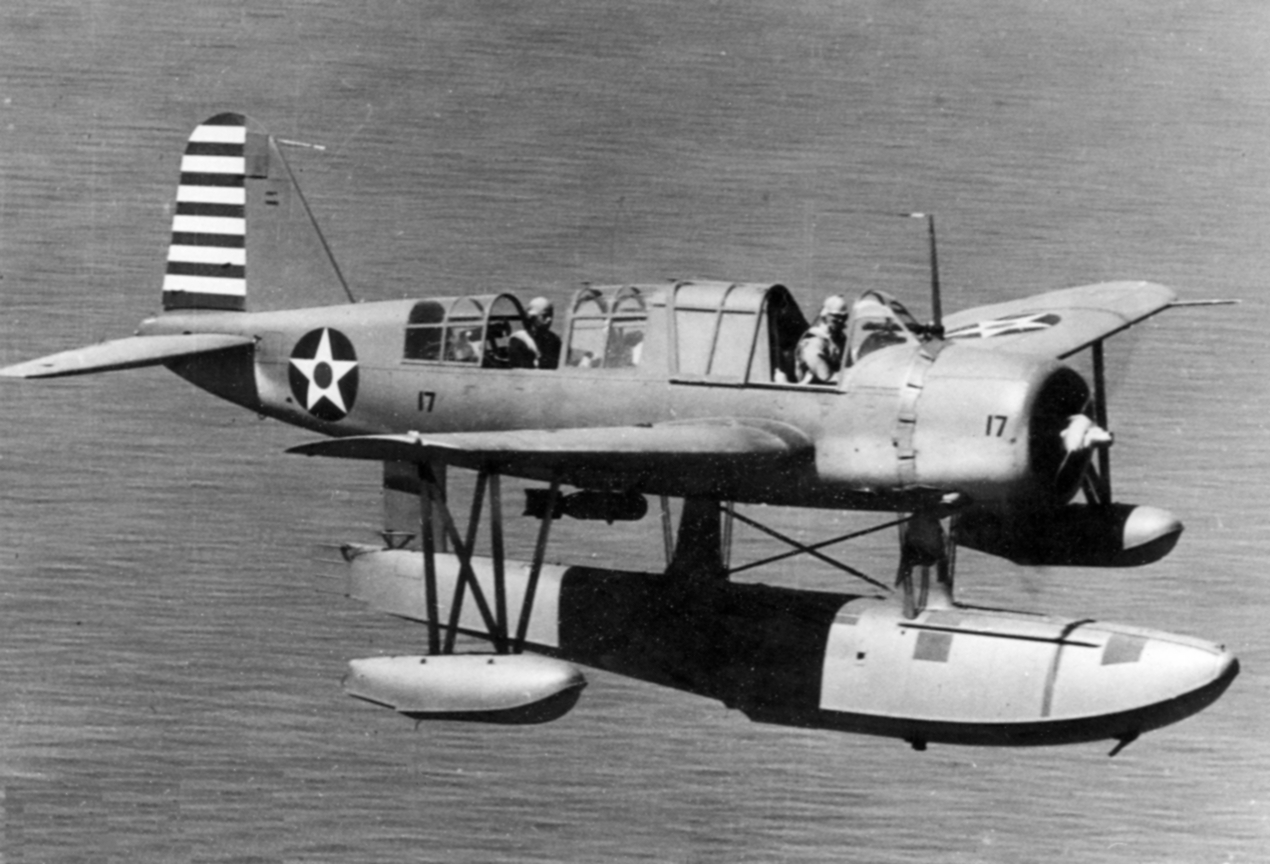
Vought OS2U Kingfisher der US Navy

## Versuchsmuster und Prototypen

### Jagdflugzeuge
Einmotorige Jäger
- Jazenko I-28 (1939)
- Suchoi Su-1 (1940) – Höhenjäger
- Jakowlew I-28 (1940) – Höhenjäger, bei Serienfertigung vorgesehene Bezeichnung Jak-5
- Moskaljow SAM-13 (1940) – ultraleichter Jäger
- Paschinin I-21 (1940)
- Nikitin-Schewtschenko IS-1 (1940) – sog. „zusammenklapbarer“ Jäger, durch Einfahren der unteren Tragflächen vom Doppel- zum Eindecker umwandelbar
- Nikitin-Schewtschenko IS-2 (1941) – Weiterentwicklung der IS-1
- Polikarpow I-185 (1942)
- Polikarpow ITP (1942) – Jagdflugzeug mit Kanonenbewaffnung
- Tomaschewitsch I-110 (1942)
- Mikojan-Gurewitsch I-230 (1942)
- Mikojan-Gurewitsch I-211 (1942)
- Mikojan-Gurewitsch I-220 (1943)
- Mikojan-Gurewitsch I-221 (1943) – bei Serienfertigung vorgesehene Bezeichnung MiG-7
- Mikojan-Gurewitsch I-222 (1944)
- Mikojan-Gurewitsch I-225 (1944)
- Mikojan-Gurewitsch I-224 (1944) – bei Serienfertigung vorgesehene Bezeichnung MiG-11

Zweimotorige Jäger
- Tairow Ta-3 (1941)
- Mikojan-Gurewitsch DIS (1941) – bei Serienfertigung vorgesehene Bezeichnung MiG-5
- Polikarpow TIS (1941)

Strahlgetriebene Jäger
- Bolchowitinow BI-1 (1942) – Raketenflugzeug, auch als Beresnjak-Issajew BI-1 bezeichnet

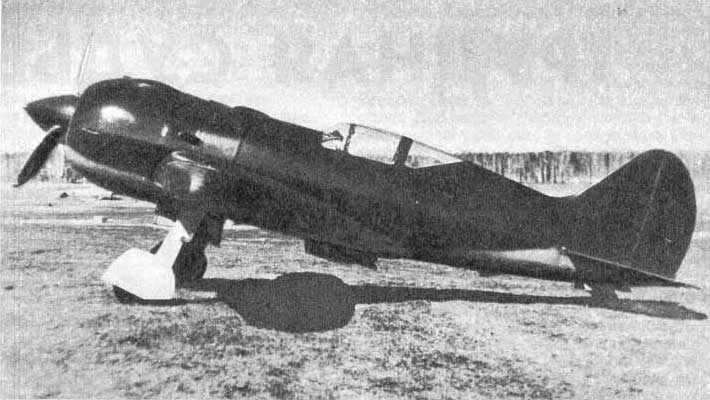
Polikarpow I-185
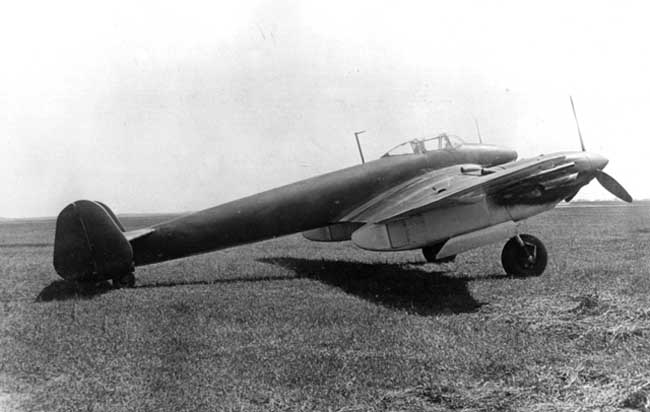
Mikojan-Gurewitsch DIS
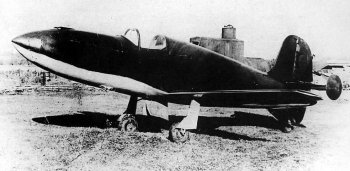
Bolchowitinow BI-1

### Bombenflugzeuge
Leichte Bomber, Sturzkampfbomber und Schlachtflugzeuge
- Kotscherigin OPB (1941) – Sturzkampfbomber
- Suchoi Su-6 (1941) – Schlachtflugzeug, Parallelentwurf zur Il-2
- Tomaschewitsch Pegas (1942) – leichtes Schlachtflugzeug
- Suchoi Su-8 (1944) – Schlachtflugzeug, Parallelentwurf zur Il-10
- Mjassischtschew DB-108 (1944) – Weiterentwicklung der Pe-2
- Iljuschin Il-16 (1945) – leichtes Schlachtflugzeug

Mittlere Bomber
- Beljajew DB-LK (1939) – experimenteller Doppelrumpfbomber
- Iljuschin DB-4 (1940) – Langstreckenbomber
- Mjassischtschew DWB-102 (1942) – Langstrecken-Höhenbomber
- Iljuschin Il-6 (1943) – Weiterentwicklung der Il-4
- Polikarpow NB (1944) – Nachtbomber

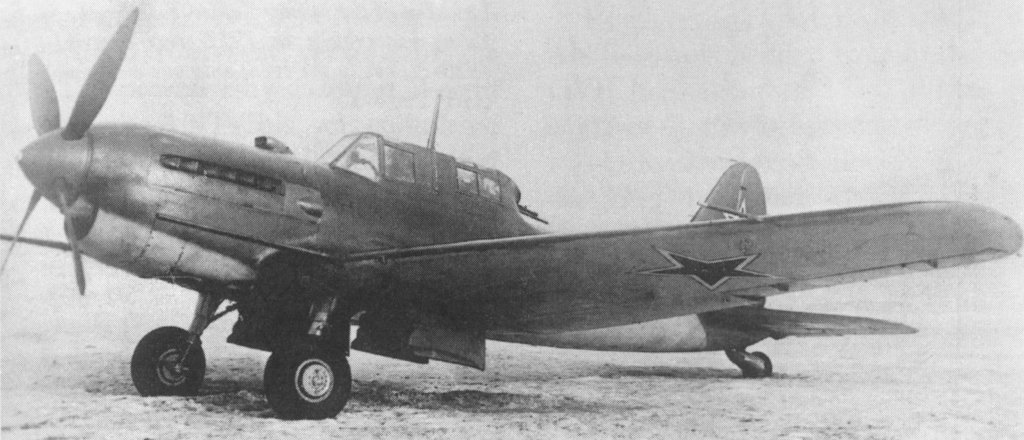
Suchoi Su-6
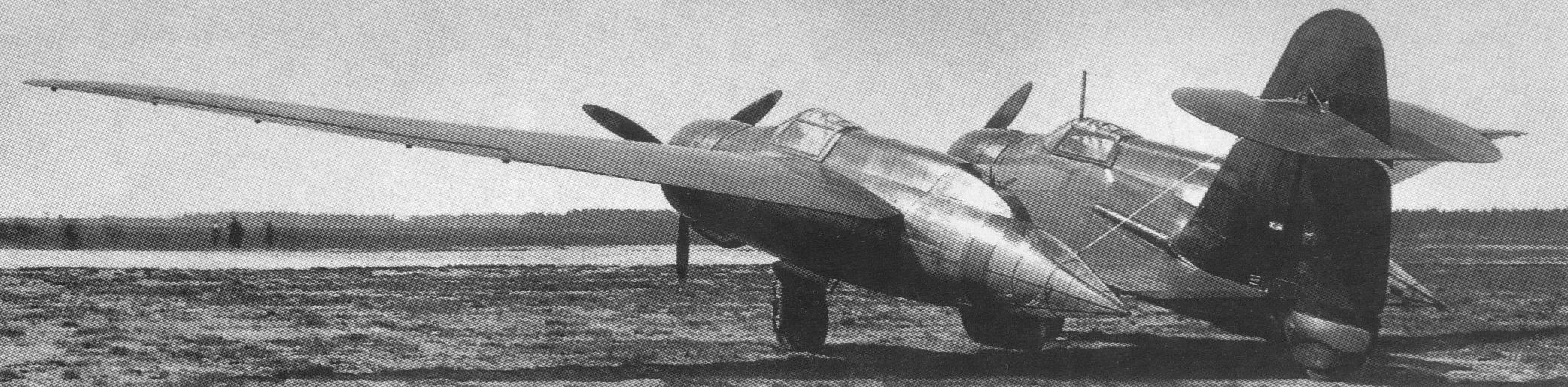
Beljajew DB-LK
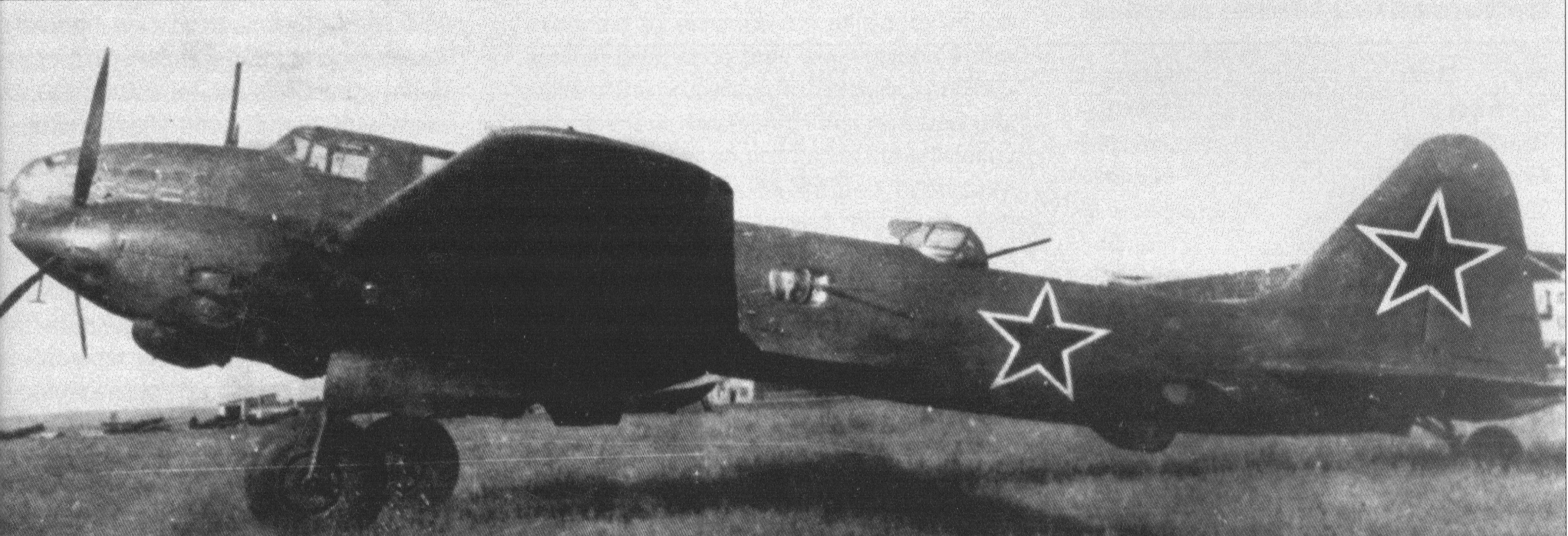
Iljuschin Il-6

### Transportflugzeuge und Lastensegler
Transportflugzeuge
- Polikarpov MP (1943) – motorisierte Version der BDP-2

Lastensegler
- Polikarpow BDP (1941)
- Polikarpow BDP-2 (1942) – Weiterentwicklung der BDP

### Marineflugzeuge
Flugboote
- Tschetwerikow ARK-3 (1936)
- Tupolew MTB-2 (auch: ANT-44) (1937) – 4-motoriger Seefernaufklärer
- Berijew MDR-5 (1938)

### Drehflügler
Tragschrauber
- ZAGI A-7 (1934) – Aufklärungs- und Beobachtungstragschrauber, unter der Leitung von Nikolai Kamow entwickelt

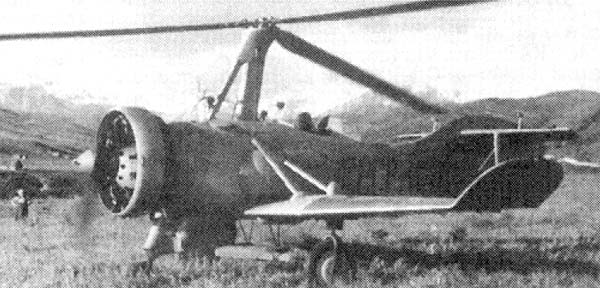
ZAGI A-7